# Группа армий «Б»
Группа армий «Б» (нем. Heeresgruppe B) — одна из групп армий вермахта во время Второй мировой войны.

## Создание группы. Кампания на Западе 1940
Группа армий «Б» была создана 12 октября 1939 года вследствие переименования передислоцированной из Польши на запад группы армий «Север» (нем. Heeresgruppe Nord). Группа армий «Б» во время Французской кампании захватила Голландию и Бельгию. Во второй части кампании по окончании боев на побережье Ла-Манша, группа армий «Б» была передислоцирована на реку Сомма, откуда она нанесла удар через Париж вдоль побережья Атлантического океана. С 16 августа 1940 года началось передислоцирование группы армий «Б» в Восточную Пруссию.
Перед началом кампании против СССР она была переименована в
группу армий «Центр» (нем. Heeresgruppe Mitte).

## Восточный фронт 1942—1943
Снова группа армий «Б» была сформирована 9 июля 1942 года на южном участке советско-германского фронта из соединений левого крыла группы армий «Юг» (нем. Heeresgruppe Süd). Она пребывала на северном крае наступательной группировки, сформированной для летнего наступления 1942 года, с целью захвата Сталинграда и выхода к Волге. В феврале 1943 года окруженные соединения группы армий «Б» были разбиты и пленены под Сталинградом. 9 февраля 1943 года остатки группы армий «Б» были поделены между группой армий «Центр» и группой армий «Юг».

## Западный фронт1943—1945
Снова группа армий «Б» официально была создана 19 июля 1943 года в Мюнхене. 19 августа она была передислоцирована в северную Италию, где в её состав вошли расквартированные там сухопутные силы. 26 ноября 1943 года они были переданы в подчинение штабу командования Юга.
2 января 1944 года группа армий «Б» перешла в подчинение Командованию «Запад» для действий в районе побережья Ла-Манша. Во время высадки англо-американских войск в Нормандии соединения группы армий оказались на северном крыле Западного фронта. Войска группы армий «Б» оказали сопротивление союзникам, но вынуждены были отступить. Часть подразделений была окружена близ Фалеза. В Арденнах танковые соединения группы армий «Б» принимали участие в наступлении, однако, не достигнув цели операции, были вынуждены перейти к обороне. В ходе дальнейшего отступления группа армий «Б» попала в окружение в районе Рура и 17 апреля 1945 года капитулировала.

## Боевой состав группы армий «Б»

### 1940 год
Май 1940 года
- штаб группы армий «Б»
- 537-й полк связи группы армий «Б»
- 6-я полевая армия — командующий генерал-полковник Вальтер фон Рейхенау
- 18-я полевая армия — командующий генерал артиллерии Георг фон Кюхлер

### 1942 год
Июль 1942 года
| - В прямом подчинении группы армий Б: - 531-й мостостроительный батальон - 624-й мостостроительный батальон - 2-й крепостной сапёрный штаб - 24-й крепостной сапёрный штаб - 107-е командование строительных войск - 219-й строительный батальон - 407-й строительный батальон - 115-й строительный батальон К - 119-й строительный батальон К - Мостостроительное управление Бауэра Организации Тодта - Мостостроительное управление Эртля Организации Тодта - Мостостроительное управление Гертиса Организации Тодта - Мостостроительное управление Пюрнера Организации Тодта - 9-й пулемётный батальон - 570-й полк связи - 514-й полк связи - 1-й радиостроительный отряд - 56-е полевое командование связи - 1-й командующий радиоразведки - 11-я танковая дивизия - 1/,2/,3/15-й танковый полк - 11-я моторизованная бригада - 1/,2/,3/110-й моторизованный полк - 1/,2/,3/111-й моторизованный полк - 61-й противотанковый дивизион - 61-й мотоциклетный батальон - 1/,2/,3/,4/119-й артиллерийский полк - 341-й батальон связи - 209-й сапёрный батальон - Подразделения поддержки дивизии - 323-я пехотная дивизия - 1/,2/,3/591-й пехотный полк - 1/,2/,3/592-й пехотный полк - 1/,2/,3/593-й пехотный полк - 1/,2/,3/,4/323-й артиллерийский полк - 323-й быстрый батальон - 323-й сапёрный батальон - 323-й батальон связи - Подразделения поддержки дивизии - 6-я полевая армия - - 137-е артиллерийское командование - 153-е артиллерийское командование - 306-е армейское артиллерийское командование - 627-й моторизованный артиллерийский полковой штаб - 783-й моторизованный артиллерийский полковой штаб - 631-й моторизованный артиллерийский дивизион (100 мм) - 2/46-й моторизованный тяжёлый гаубичный полк - 2/63-й моторизованный тяжёлый гаубичный полк - 101-й моторизованный тяжёлый гаубичный дивизион - 851-й моторизованный тяжёлый гаубичный дивизион - 855-й моторизованный миномётный дивизион (210 мм) - 861-й моторизованный миномётный дивизион (210 мм) - 733-й моторизованный миномётный дивизион (210 мм) - 1/177-й моторизованный миномётный дивизион (210 мм) - 3-й моторизованный наблюдательный батальон - 25-й моторизованный наблюдательный батальон - 36-й моторизованный наблюдательный батальон - 103-я моторизованная батарея аэростатов - 507-й моторизованный метеорологический взвод - 506-й моторизованный геодезический взвод - 604-й моторизованный сапёрный полковой штаб - 605-й моторизованный сапёрный полковой штаб - 652-й сапёрный батальон (на конной тяге) - 672-й сапёрный батальон (на конной тяге) - 754-й сапёрный батальон (на конной тяге) - 255-й мостостроительный батальон - 655-й мостостроительный батальон - 925-й мостовой штабной эскадрон - 9-я моторизованная мостовая колонна Б ((mot) Brüko B) - 24-я моторизованная мостовая колонна Б - 54-я моторизованная мостовая колонна Б - 2/60-я моторизованная мостовая колонна Б - 80-я моторизованная мостовая колонна Б - 125-я моторизованная мостовая колонна Б - 297-я моторизованная мостовая колонна Б - 602-я моторизованная мостовая колонна Б - 603-я моторизованная мостовая колонна Б - 630-я моторизованная мостовая колонна Б - 160-я моторизованная мостовая колонна Б - 815-й отряд с имуществом для мостовых колонн Б - 816-й отряд с имуществом для мостовых колонн Б - 817-й отряд с имуществом для мостовых колонн Б - 156-й отряд с имуществом для мостовых колонн Т - 162-й отряд с имуществом для мостовых колонн Т - 168-й отряд с имуществом для мостовых колонн Т - 175-й отряд с имуществом для мостовых колонн Т - 183-й отряд с имуществом для мостовых колонн Т - 188-й отряд с имуществом для мостовых колонн Т - 198-й отряд с имуществом для мостовых колонн Т - 4 f 35 отряд с французским мостовым имуществом - 14-й старший строительный штаб - 23-е командование строительных войск - 36-е командование строительных войск - 521-й тяжёлый дорожно-строительный батальон - 1-й строительный батальон - 16-й строительный батальон - 105-й строительный батальон - 110-й строительный батальон - 130-й строительный батальон - 153-й строительный батальон - 161-й строительный батальон - XVII старший командир Имперской строительной службы - 16-я (велосипедная) группа Имперской строительной службы - 28-я (велосипедная) группа Имперской строительной службы - 29-я (велосипедная) группа Имперской строительной службы - Штаб отряда Организации Тодта Hackelberg - 43-й отряд Организации Тодта - 47-й отряд Организации Тодта - 614-й зенитный батальон - 549-й полк связи - 50-е полевое командование связи - 637-я пропагандистская рота - 10-й бронепоезд - 28-й бронепоезд - 31-й бронепоезд - 608-й звукометрический отряд - Армейская поддержка: - 294-я пехотная дивизия - 1/,2/,3/513-й пехотный полк - 1/,2/,3/514-й пехотный полк - 1/,2/,3/515-й пехотный полк - 249-й быстрый батальон - 1/,2/,3/,4/249-й артиллерийский полк - 249-й сапёрный батальон - 249-й батальон связи - Подразделения поддержки дивизии - В прямом подчинении армии: - 62-я пехотная дивизия - 1/,2/,3/179-й пехотный полк - 1/,2/,3/183-й пехотный полк - 1/,2/,3/190-й пехотный полк - 162-й противотанковый дивизион - 162-й велосипедный батальон - 1/,2/,3/,4/162-й артиллерийский полк - 162-й сапёрный батальон - 162-й батальон связи - Подразделения поддержки дивизии - 384-я пехотная дивизия - 1/,2/,3/534-й пехотный полк - 1/,2/,3/535-й пехотный полк - 1/,2/,3/536-й пехотный полк - 384-й быстрый батальон - 1/,2/,3/,4/384-й артиллерийский полк - 384-й сапёрный батальон - 384-й батальон связи - Подразделения поддержки дивизии - LI армейский корпус: - 44-я пехотная дивизия - 1/,2/,3/131-й пехотный полк - 1/,2/,3/132-й пехотный полк - 1/,2/,3/134-й пехотный полк - 46-й противотанковый дивизион - 44-й велосипедный батальон - 1/,2/,3/96-й артиллерийский полк - 1/97-й артиллерийский дивизион - 80-й сапёрный батальон - 64-й батальон связи - Подразделения поддержки дивизии - 71-я пехотная дивизия - 1/,2/,3/191-й пехотный полк - 1/,2/,3/194-й пехотный полк - 1/,2/,3/211-й пехотный полк - 171-й противотанковый дивизион - 171-й велосипедный батальон - 1/,2/,3/,4/171-й артиллерийский полк - 171-й сапёрный батальон - 171-й батальон связи - Подразделения поддержки дивизии - 297-я пехотная дивизия - 1/,2/,3/522-й пехотный полк - 1/,2/,3/523-й пехотный полк - 1/,2/,3/524-й пехотный полк - 297-й противотанковый дивизион - 297-й велосипедный батальон - 1/,2/,3/,4/297-й артиллерийский полк - 297-й сапёрный батальон - 297-й батальон связи - Подразделения поддержки дивизии - XVII армейский корпус: - 336-я пехотная дивизия - 1/,2/,3/685-й пехотный полк - 1/,2/,3/686-й пехотный полк - 1/,2/,3/687-й пехотный полк - 336-й быстрый батальон - 1/,2/,3/,4/336-й артиллерийский полк - 336-й сапёрный батальон - 336-й батальон связи - Подразделения поддержки дивизии - 389-я пехотная дивизия - 1/,2/,3/544-й пехотный полк - 1/,2/,3/545-й пехотный полк - 1/,2/,3/546-й пехотный полк - 389-й быстрый батальон - 1/,2/,3/,4/389-й артиллерийский полк - 389-й сапёрный батальон - 389-й батальон связи - Подразделения поддержки дивизии - 75-я пехотная дивизия - 1/,2/,3/172-й пехотный полк - 1/,2/,3/202-й пехотный полк - 1/,2/,3/222-й пехотный полк - 175-й противотанковый дивизион - 175-й велосипедный батальон - 1/,2/,3/,4/175-й артиллерийский полк - 175-й сапёрный батальон - 175-й батальон связи - Подразделения поддержки дивизии - 2-я полевая армия (армейская группа фон Вейхса) - - 308-е армейское артиллерийское командование - 124-е артиллерийское командование - 139-е артиллерийское командование - 7-е артиллерийское командование - 618-й моторизованный артиллерийский полковой штаб - 677-й моторизованный артиллерийский полковой штаб - 1/231-й лёгкий гаубичный полк (на конной тяге) - 709-й моторизованный артиллерийский дивизион (100 мм) - 842-й моторизованный артиллерийский дивизион (100 мм) - 2/51-й моторизованный тяжёлый гаубичный полк - 2/67-й моторизованный тяжёлый гаубичный полк - 1/108-й моторизованный тяжёлый гаубичный полк - 3/818-й моторизованный тяжёлый гаубичный полк - 2/109-й моторизованный миномётный полк (210 мм) - 635-й моторизованный миномётный дивизион (210 мм) - 735-й моторизованный миномётный дивизион (210 мм) - 13-й моторизованный наблюдательный батальон - 15-й моторизованный наблюдательный батальон - 22-й моторизованный наблюдательный батальон - 45-й моторизованный наблюдательный батальон - 100-я моторизованная батарея аэростатов - 505-й моторизованный метеорологический отряд - 502-й моторизованный геодезический взвод - 507-й моторизованный сапёрный полковой штаб - 685-й моторизованный сапёрный полковой штаб - 215-й сапёрный батальон (на конной тяге) - 221-й сапёрный батальон (на конной тяге) - 654-й сапёрный батальон (на конной тяге) - 742-й сапёрный батальон (на конной тяге) - 752-й сапёрный батальон (на конной тяге) - 4-й мостостроительный батальон - 2/404-я моторизованная мостовая колонна Б - 1/409-я моторизованная мостовая колонна Б - 534-я моторизованная мостовая колонна Б - 660-я моторизованная мостовая колонна Б - 81-й отряд с имуществом для мостовых колонн Б - 675-й отряд с имуществом для мостовых колонн Б - Штаб II командования крепостных сапёров - 3-й крепостной строительный батальон - 29-й крепостной строительный батальон - 7-й старший строительный штаб - 24-е командование строительных войск - 42-е командование строительных войск - 108-е командование строительных войск - 44-й строительный батальон - 63-й строительный батальон - 78-й строительный батальон - 79-й строительный батальон - 80-й строительный батальон - 120-й строительный батальон - 123-й строительный батальон - 134-й строительный батальон - 135-й строительный батальон - 154-й строительный батальон - 214-й строительный батальон - 217-й строительный батальон - 320-й строительный батальон - 417-й строительный батальон - 419-й строительный батальон - 523-й тяжёлый дорожно-строительный батальон - 133-й строительный батальон К - 144-й строительный батальон К - 402-й строительный батальон К - XIX старший командующий Имперской строительной службы - 310-я (велосипедная) группа Имперской строительной службы - 313-я (велосипедная) группа Имперской строительной службы - 314-я (велосипедная) группа Имперской строительной службы - 23-я (велосипедная) группа Имперской строительной службы - Штабной отряд Мецнера Организации Тодта - 41-й отряд Организации Тодта - 87-й отряд Организации Тодта - 611-й противотанковый дивизион (76,2-мм САУ) - 560-й противотанковый дивизион (75мм) - 654-й противотанковый дивизион (75мм) - 605-й зенитный батальон - 619-й зенитный батальон - 563-й полк связи - 58-е полевое командование связи - 676-я пропагандистская рота - 620-й звукометрический отряд - VIII армейский корпус: - 57-я пехотная дивизия - 1/,2/,3/199-й пехотный полк - 1/,2/,3/217-й пехотный полк - 157-й противотанковый дивизион - 157-й велосипедный батальон - 1/,2/,3/,4/157-й артиллерийский полк - 157-й сапёрный батальон - 157-й батальон связи - Подразделения поддержки дивизии - 168-я пехотная дивизия - 1/,2/,3/417-й пехотный полк - 1/,2/,3/429-й пехотный полк - 248-й противотанковый дивизион - 248-й велосипедный батальон - 1/,2/,3/,4/,5/248-й артиллерийский полк - 248-й сапёрный батальон - 248-й батальон связи - Подразделения поддержки дивизии - 387-я пехотная дивизия: - 1/,2/,3/541-й пехотный полк - 1/,2/,3/542-й пехотный полк - 1/,2/,3/543-й пехотный полк - 387-й быстрый батальон - 1/,2/,3/,4/387-й артиллерийский полк - 387-й сапёрный батальон - 387-й батальон связи - Подразделения поддержки дивизии - 340-я пехотная дивизия: - 1/,2/,3/694-й пехотный полк - 1/,2/,3/695-й пехотный полк - 1/,2/,3/696-й пехотный полк - 340-й быстрый батальон - 1/,2/,3/,4/340-й артиллерийский полк - 340-й сапёрный батальон - 340-й батальон связи - Подразделения поддержки дивизии - XIII армейский корпус: - 377-я пехотная дивизия - 1/,2/,3/768-й пехотный полк - 1/,2/,3/769-й пехотный полк - 1/,2/,3/770-й пехотный полк - 377-й быстрый батальон - 1/,2/,3/,4/377-й артиллерийский полк - 377-й сапёрный батальон - 377-й батальон связи - Подразделения поддержки дивизии - 385-я пехотная дивизия - 1/,2/,3/537-й пехотный полк - 1/,2/,3/538-й пехотный полк - 1/,2/,3/539-й пехотный полк - 385-й быстрый батальон - 2/,3/,4/385-й артиллерийский полк - 385-й сапёрный батальон - 385-й батальон связи - Подразделения поддержки дивизии - 82-я пехотная дивизия: - 1/,2/,3/158-й пехотный полк - 1/,2/,3/166-й пехотный полк - 1/,2/,3/168-й пехотный полк - 182-й быстрый батальон - 1/,2/,3/,4/182-й артиллерийский полк - 182-й сапёрный батальон - 182-й батальон связи - Подразделения поддержки дивизии - LV армейский корпус: - 88-я пехотная дивизия: - 1/,2/,3/245-й пехотный полк - 1/,2/,3/246-й пехотный полк - 1/,2/,3/248-й пехотный полк - 188-й быстрый батальон - 1/,2/,3/,4/188-й артиллерийский полк - 188-й сапёрный батальон - 188-й батальон связи - Подразделения поддержки дивизии - 45-я пехотная дивизия: - 1/,2/,3/130-й пехотный полк - 1/,2/,3/133-й пехотный полк - 1/,2/,3/135-й пехотный полк - 45-й противотанковый дивизион - 45-й велосипедный батальон - 1/,2/,3/98-й артиллерийский полк - 1/99-й артиллерийский дивизион - 81-й сапёрный батальон - 65-й батальон связи - Подразделения поддержки дивизии - 95-я пехотная дивизия: - 1/,2/,3/278-й пехотный полк - 1/,2/,3/279-й пехотный полк - 1/,2/,3/280-й пехотный полк - 195-й быстрый батальон - 1/,2/,3/,4/195-й артиллерийский полк - 195-й сапёрный батальон - 195-й батальон связи - Подразделения поддержки дивизии - 383-я пехотная дивизия: - 531-й пехотный полк - 532-й пехотный полк - 533-й пехотный полк - 383-й быстрый батальон - 1/,2/,3/,4/383-й артиллерийский полк - 383-й сапёрный батальон - 383-й батальон связи - Подразделения поддержки дивизии - Охрана тыла - Венгерская специальная группа «Восток» - 105-я венгерская лёгкая пехотная дивизия: организация неизвестна - 444-я охранная дивизия: - 1/,2/,3/360-й пехотный полк - 1/,2/46-й пехотный полк - 444-й кавалерийский батальон (дата образования неизвестна) - 2/6-й полицейский полк (3 роты) - 829-й моторизованная рота связи - 454-я охранная рота - 3/221-й артиллерийский дивизион - Подразделения поддержки дивизии - 454-я охранная дивизия - 1/,2/,3/375-й пехотный полк - 1/,2/602-й пехотный полк - 454-й кавалерийский батальон (дата образования неизвестна) - 1/6-й полицейский полк (3 роты) - 828-я моторизованная рота связи - 445-я танковая рота (дата образования неизвестна) - 2/221-й артиллерийский дивизион - Подразделения поддержки дивизии - 213-я охранная дивизия: - 1/,2/,3/610-й пехотный полк - 1/,2/,3/610-й пехотный полк - 201-я моторизованная рота связи - 1/213-й артиллерийский дивизион - 318-й кавалерийский батальон (4 эскадрона) - 3/9-й полицейский полк (3 роты) - Подразделения поддержки дивизии - 403-я охранная дивизия: - 1/,2/,3/354-й пехотный полк - 1/,2/,3/177-й пехотный полк - 403-й (русский) кавалерийский батальон - 2/8-й полицейский полк - 826-я моторизованная рота связи - Подразделения поддержки дивизии | - 4-я танковая армия - - 312-е армейское артиллерийское командование - 623-й моторизованный артиллерийский полковой штаб - 201-й дивизион штурмовых орудий - 800-й моторизованный артиллерийский дивизион (150 мм) - 616-й моторизованный миномётный дивизион (210 мм) - 1/84-й (моторизованный) артиллерийский полк (240 мм) - 2/59-й (моторизованный) тяжёлый артиллерийский полк - 626-й геодезический взвод - 2-е командование войск реактивных миномётов - 3/51-й моторизованный полк реактивных миномётов - 3/53-й моторизованный полк реактивных миномётов - 515-й моторизованный сапёрный полковой штаб - 522-й мостостроительный батальон - 938-й мостовой штабной эскадрон - 906-е командование штурмовых катеров - 6-я моторизованная мостовая колонна Б - 7-я моторизованная мостовая колонна Б - 15-я моторизованная мостовая колонна Б - 20-я моторизованная мостовая колонна Б - 22-я моторизованная мостовая колонна Б - 31-я моторизованная мостовая колонна Б - 32-я моторизованная мостовая колонна Б - 34-я моторизованная мостовая колонна Б - 37-я моторизованная мостовая колонна Б - 48-я моторизованная мостовая колонна Б - 122-я моторизованная мостовая колонна Б - 124-я моторизованная мостовая колонна Б - 126-я моторизованная мостовая колонна Б - 134-я моторизованная мостовая колонна Б - 2/406-я моторизованная мостовая колонна Б - 2/411-я моторизованная мостовая колонна Б - 2/412-я моторизованная мостовая колонна Б - 635-я моторизованная мостовая колонна Б - 657-я моторизованная мостовая колонна Б - 672-я моторизованная мостовая колонна Б - 26-е командование строительных войск - 34-е командование строительных войск - 676-й тяжёлый дорожно-строительный батальон - XVI старший командующий Имперской строительной службы - K 27-я (велосипедная) группа Имперской строительной службы - 4-й танковый полк связи - 694-я пропагандистская рота - 9-я моторизованная зенитная дивизия: полковник Пиккерт - 129-й батальон связи ВВС - 1 телефонная рота ВВС - 1 радио рота ВВС - 1 колонна снабжения связи ВВС - 1/111-й моторизованный полевой госпиталь ВВС - 91-й зенитный полк (лейтенант-полковник Меммерт) - 1/9-й зенитный полк - 3 моторизованные батареи (4 88-мм пушки в каждой) - 1 моторизованная батарея (9 37-мм пушки) - 1 моторизованная батарея (12 20mm guns) - 2 моторизованные 600-мм батареи прожекторов - 1/12-й зенитный полк - 3 моторизованные батареи (4 88-мм пушки в каждой) - 2 моторизованные батареи (12 20-мм пушки) - 2 моторизованные 600-мм батареи прожекторов - 77-й лёгкий зенитный дивизион - 1 моторизованная батарея (9 37-мм пушки) - 2 самоходные батареи (9 20мм & 3 счетверённые 20-мм пушки в каждой) - 104-й зенитный полк: (лейтенант-полковник Шрадер) - 1/5-й зенитный полк - 3 моторизованные батареи (4 88-мм пушки в каждой) - 2 (смешанные) моторизованные батареи - 6 (моторизованных) 20-мм пушек - 6 (САУ) 20-мм пушки - 1 счетверённая (САУ) 20-мм пушек - 2 счетверённые (моторизованные) 20-мм пушки - 2 моторизованные 600-мм батареи прожекторов - 1/7-й зенитный полк - 3 моторизованные батареи (4 88-мм пушки в каждой) - 1 моторизованная батарея (12 20-мм пушки) - 1 моторизованная батарея (9 20-мм пушек & 3 счетверённые 20-мм пушки) - 2 моторизованные 600-мм батареи прожекторов - 3/Зенитный полк Зенитной артиллерийской школы - 1 моторизованная батарея (9 37-мм пушки) - 1 (смешанная) батарея - 3 (САУ) 20-мм пушки) - 3 (моторизованные) 20-мм пушки) - 3 (моторизованные) счетверённые 20-мм пушки) - 3 (моторизованные) 37-мм пушки) - 3 (смешанная) батарея - 6 (моторизованные) 50-мм пушек) - 3 (САУ) 50-мм пушки) - Полк материального обеспечения Д: (лейтенант-полковник Паланд) - 1/III моторизованный штаб колонны материального обеспечения - 12/VII моторизованная транспортная колонна - 3/VI колонна материального обеспечения - 4/VI колонна материального обеспечения - 2/III моторизованная транспортная колонна - 10/IV моторизованная транспортная колонна - 10VI моторизованная транспортная колонна - 2/VII моторизованный штаб колонны материального обеспечения - 2/VIII моторизованная транспортная колонна - 3/VIII моторизованная транспортная колонна - 5/VIII моторизованная транспортная колонна - 4/VII моторизованная транспортная колонна - 1/VIII моторизованная транспортная колонна - 3/VIII моторизованная транспортная колонна - 6/VIII моторизованная транспортная колонна - Heck моторизованный штаб колонны технического обслуживания - 37/XII лёгкая (смешанная) транспортная колонна - 64/XII тяжёлая (смешанная) транспортная колонна - 65/XII тяжёлая (смешанная) транспортная колонна - 1/XII штаб колонны технического обслуживания - 1/III моторизованная рота технического обслуживания - 1/VIII моторизованная рота технического обслуживания - 1/III моторизованный зенитный парк - 2/XI моторизованный отряд специального технического обслуживания - 1/XII моторизованный автопарк - 1/XII моторизованный автоотряд - 17/III моторизованный (?) отряд - XXXX танковый корпус - 128-е артиллерийское командование - 70-й артиллерийский полковой штаб - 777-й тяжёлый артиллерийский дивизион (210 мм миномёты) - 711-й артиллерийский дивизион (100 мм) - 28-й наблюдательный батальон - 177-й дивизион штурмовых орудий - 674-й сапёрный полковой штаб - 635-й сапёрный батальон - 7-й мостостроительный батальон - 538-й тяжёлый дорожно-строительный батальон - 924-й мостовой штабной эскадрон - 51-я моторизованная мостовая колонна Б - 99-я моторизованная мостовая колонна Б - 2/410-я моторизованная мостовая колонна Б - 1/505-я моторизованная мостовая колонна Б - 537-я моторизованная мостовая колонна Б - 539-я моторизованная мостовая колонна Б - 603-я моторизованная мостовая колонна Б - 609-я моторизованная мостовая колонна Б - 615-я моторизованная мостовая колонна Б - 639-я моторизованная мостовая колонна Б - 666-я моторизованная мостовая колонна Б - 667-я моторизованная мостовая колонна Б - 11-я группа Имперской строительной службы - 12-я группа Имперской строительной службы - 13-я группа Имперской строительной службы - 670-й противотанковый дивизион (76,2-мм САУ) - 4-я разведывательная группа ВВС малой дальности - 91-й зенитный полк - 1/9-й зенитный полк - 1/12-й зенитный полк - 77-й лёгкий зенитный полк - 100-я лёгкая пехотная дивизия - 1/,2/,3/369-й хорватский пехотный полк - 1/,2/,3/54-й лёгкий пехотный полк - 1/,2/,3/227-й лёгкий пехотный полк - 1/,2/,3/,4/83-й артиллерийский полк - 100-й велосипедный батальон - 100-й противотанковый дивизион - 100-й сапёрный батальон - 100-й батальон связи - Подразделения поддержки дивизии - 29-я моторизованная дивизия - 1/,2/,3/15-й моторизованный полк - 1/,2/,3/71-й моторизованный полк - 29-й противотанковый дивизион - 129-й танковый батальон - 29-й мотоциклетный батальон - 1/,2/,3/,4/29-й артиллерийский полк - 29-й батальон связи - 29-й сапёрный батальон - Подразделения поддержки дивизии - 3-я танковая дивизия - 1/,2/,3/6-й танковый полк - 3-я моторизованная бригада - 1/,2/,3/3-й моторизованный полк - 1/,2/,3/394-й моторизованный полк - 543-й противотанковый дивизион - 3-й мотоциклетный батальон - 1/,2/,3/,4/75-й артиллерийский полк - 39-й батальон связи - 39-й сапёрный батальон - Подразделения поддержки дивизии - 23-я танковая дивизия - 1/,2/,3/201-й танковый полк - 23-я моторизованная бригада - 1/,2/,3/126-й моторизованный полк - 1/,2/,3/128-й моторизованный полк - 128-й противотанковый дивизион - 23-й мотоциклетный батальон - 1/,2/,3/,4/128-й артиллерийский полк - 128-й батальон связи - 51-й сапёрный батальон - Подразделения поддержки дивизии - VIII армейский корпус: - 175-е артиллерийское командование - 41-й артиллерийский полкal Staff - 2/53-й моторизованный артиллерийский полк (100 мм) - 16-й моторизованный наблюдательный батальон - 244-й дивизион штурмовых орудий - 245-й дивизион штурмовых орудий - 677-й сапёрный полковой штаб - 260-й сапёрный батальон (на конной тяге) - 14-я группа Имперской строительной службы - 20-я группа Имперской строительной службы - 8-я моторизованная мостовая колонна Б - 100-я моторизованная мостовая колонна Б - 2/53-й моторизованный артиллерийский полк (100 мм) - 521-й противотанковый дивизион (76.2-мм САУ) - 79-я пехотная дивизия - 1/,2/,3/208-й пехотный полк - 1/,2/,3/212-й пехотный полк - 1/,2/,3/226-й пехотный полк - 179-й противотанковый дивизион - 179-й велосипедный батальон - 1/,2/,3/,4/179-й артиллерийский полк - 179-й сапёрный батальон - 179-й батальон связи - Подразделения поддержки дивизии - 113-я пехотная дивизия - 1/,2/,3/260-й пехотный полк - 1/,2/,3/261-й пехотный полк - 1/,2/,3/268-й пехотный полк - 113-й противотанковый дивизион - 113-й велосипедный батальон - 1/,2/,3/,4/113-й артиллерийский полк - 113-й сапёрный батальон - 113-й батальон связи - Подразделения поддержки дивизии - 305-я пехотная дивизия - 1/,2/,3/576-й пехотный полк - 1/,2/,3/577-й пехотный полк - 1/,2/,3/578-й пехотный полк - 305-й быстрый батальон - 1/,2/,3/,4/305-й артиллерийский полк - 305-й сапёрный батальон - 305-й батальон связи - Подразделения поддержки дивизии - 376-я пехотная дивизия - 1/,2/,3/672-й пехотный полк - 1/,2/,3/673-й пехотный полк - 1/,2/,3/767-й пехотный полк - 376-й быстрый батальон - 1/,2/,3/,4/376-й артиллерийский полк - 376-й сапёрный батальон - 376-й батальон связи - Подразделения поддержки дивизии - XXXXVIII танковый корпус - 108-е артиллерийское командование - 2/72-й моторизованный артиллерийский полк (100 мм) - 243-й дивизион штурмовых орудий - 520-й сапёрный полковой штаб - 52-й моторизованный сапёрный батальон - 651-й моторизованный сапёрный батальон - 21-й мостостроительный батальон - 923-й штабной эскадрон мостовой колонны - 506-й лёгкий (велосипедный) дорожно-строительный батальон - 507-й лёгкий (велосипедный) дорожно-строительный батальон - 21-я группа Имперской строительной службы - 22-я группа Имперской строительной службы - 23-я моторизованная мостовая колонна Б - 1/41-я моторизованная мостовая колонна Б - 58-я моторизованная мостовая колонна Б - 129-я моторизованная мостовая колонна Б - 2/403-я моторизованная мостовая колонна Б - 2/407-я моторизованная мостовая колонна Б - 2/408-я моторизованная мостовая колонна Б - 1/,2/53-й полк реактивных миномётов - 2-й полк тяжёлых реактивных миномётов - 16-я разведывательная группа ВВС малой дальности - 104-й зенитный полк - 1/5-й зенитный полк - 1/7-й зенитный полк - 3/2-й зенитный полк Зенитной артиллерийской школы - 602-й зенитный батальон - Дивизия «Великая Германия» - 1/,2/,3/Пехотный полк «Великая Германия» - 1/,2/,3/Стрелковый полк «Великая Германия» - 1/,2/3/,4/Моторизованный артиллерийский полк «Великая Германия» - Дивизион штурмовых орудий «Великая Германия» - Противотанковый дивизион «Великая Германия» - Танковая рота «Великая Германия» - Сапёрный батальон «Великая Германия» - Мотоциклетный батальон «Великая Германия» - Батальон связи «Великая Германия» - 24-я танковая дивизия - 1/,2/,3/24-й танковый полк - 24-я моторизованная бригада - 1/,2/,3/21-й моторизованный полк - 1/,2/,3/26-й моторизованный полк - 40-й противотанковый дивизион - 4-й мотоциклетный батальон - 1/,2/,3/,4/89-й артиллерийский полк - 86-й батальон связи - 40-й сапёрный батальон - Подразделения поддержки дивизии - XXIV танковый корпус: - 143-е артиллерийское командование - 430-й моторизованный артиллерийский дивизион (100 мм) - 191-й дивизион штурмовых орудий - 2/40-й моторизованный тяжёлый полевой гаубичный полк (150 мм) - 413-й сапёрный полковой штаб - 45-й моторизованный сапёрный батальон - 577-й мостостроительный батальон - 503-й лёгкий (велосипедный) дорожно-строительный батальон - 508-й лёгкий (велосипедный) дорожно-строительный батальон - 25-й группа Имперской строительной службы - 26-й группа Имперской строительной службы - 51-й полк реактивных миномётов - 52-й полк реактивных миномётов - 3-й полк тяжёлых реактивных миномётов - 3-я моторизованная дивизия - 1/,2/,3/8-й моторизованный полк - 1/,2/,3/29-й моторизованный полк - 3-й противотанковый дивизион - 103-й танковый батальон - 53-й мотоциклетный батальон - 1/,2/,3/,4/3-й артиллерийский полк - 3-й батальон связи - 3-й сапёрный батальон - Подразделения поддержки дивизии - 16-я моторизованная дивизия - 1/,2/,3/60-й моторизованный полк - 1/,2/,3/156-й моторизованный полк - 228-й противотанковый дивизион - 116-й танковый батальон - 165-й мотоциклетный батальон - 1/,2/,3/,4/146-й артиллерийский полк - 288-й батальон связи - 675-й сапёрный батальон - Подразделения поддержки дивизии - 2-я венгерская полевая армия - 2/62-й моторизованный артиллерийский полк (100 мм) - 2/71-й моторизованный тяжёлый гаубичный полк - 625-й артиллерийский дивизион (150 мм) - 22-е старшее командование строительных войск - 6-е старшее командование строительных войск (en route) - 17-е командование строительных войск (en route) - 18-е командование строительных войск - III венгерский армейский корпус: - 7-я венгерская лёгкая пехотная дивизия - 4-й пехотный полк - 35-й пехотный полк - 7-й артиллерийский полк - 9-я венгерская лёгкая пехотная дивизия - 17-й пехотный полк - 47-й пехотный полк - 9-й артиллерийский полк - 6-я венгерская лёгкая пехотная дивизия - 22-й пехотный полк - 52-й пехотный полк - 6-й артиллерийский полк - VII венгерский армейский корпус: - 10-я венгерская лёгкая пехотная дивизия: - 6-й пехотный полк - 36-й пехотный полк - 10-й артиллерийский полк - 19-я венгерская лёгкая пехотная дивизия: - 13-й пехотный полк - 43-й пехотный полк - 19-й артиллерийский полк - 23-я венгерская лёгкая пехотная дивизия: - 21-й пехотный полк - 51-й пехотный полк - 23-й артиллерийский полк - IV венгерский армейский корпус: - 12-я венгерская лёгкая пехотная дивизия: - 18-й пехотный полк - 48-й пехотный полк - 12-й артиллерийский полк - 13-я венгерская лёгкая пехотная дивизия: - 7-й пехотный полк - 37-й пехотный полк - 13-й артиллерийский полк - 20-я венгерская лёгкая пехотная дивизия: - 14-й пехотный полк - 23-й пехотный полк - 20-й артиллерийский полк - Армейская поддержка: - 1-я моторизованная бригада СС - 1/,2/,3/8-й моторизованный полк СС «Рейхсфюрер» - 1/,2/,3/10-й моторизованный полк СС «Рейхсфюрер» - Подразделения радиосвязи - В прямом подчинении 2-й венгерской армии: - Венгерская танковая дивизия: - 30-й танковый полк - 1-й моторизованный полк - 1-й разведывательный батальон - 51-й противотанковый дивизион - 9-я танковая дивизия - 1/,2/,3/33-й танковый полк - 9-я моторизованная бригада - 1/,2/,3/10-й моторизованный полк - 1/,2/,3/11-й моторизованный полк - 701-й дивизион штурмовых орудий - 50-й противотанковый дивизион - 59-й мотоциклетный батальон - 1/,2/,3/,4/102-й артиллерийский полк - 85-й батальон связи - 86-й сапёрный батальон - Подразделения поддержки дивизии - Под командованием горной армии: - 37-й мостостроительный батальон - 30-й старший строительный штаб - 246-й строительный батальон - 604-й специальный полк связи (ОКХ) - 660-й специальный полк связи (ОКХ) - 54-е полевое командование связи - 7-й бронепоезд |

Август 1942 года
- штаб группы армий «Б»
- 605-й полк связи группы армий «Б»
- 6-я полевая армия — командующий генерал танковых войск Фридрих Паулюс
- 2-я полевая армия — командующий генерал пехоты Ганс фон Зальмут
- 4-я танковая армия — командующий генерал-полковник Герман Гот
- 8-я итальянская полевая армия — командующий генерал армии Итало Гарибольди
- 2-я венгерская полевая армия — командующий генерал-полковник Густав Яни

Ноябрь 1942 года
- штаб группы армий «Б»
- 605-й полк связи группы армий «Б»
- 6-я полевая армия — командующий генерал танковых войск Фридрих Паулюс
- 4-я танковая армия — командующий генерал-полковник Герман Гот
- 8-я итальянская полевая армия — командующий генерал армии Итало Гарибольди
- 2-я венгерская полевая армия — командующий генерал-полковник Густав Яни
- 3-я румынская полевая армия — командующий генерал-полковник Петре Думитреску
- 4-я румынская полевая армия — командующий генерал-полковник Константин Константинеску

### 1943 год
В прямом подчинении группы армий:
- 307-й моторизованный картографический отряд
- 1/,2/,3/57-й охранный полк
- 21-я танковая рота (захваченное оборудование)
- 318-я танковая рота (захваченное оборудование)
- 221-й батальон связи
- 382-я дивизия полевой подготовки (Feldausbildungs Division): (организация неизвестна)
- Армейский отряд Фреттера-Пико (XXX армейский корпус):

| - Группа Крейзинга (часть 3-й горнопехотной дивизии) - Группа Нагеля (организация неизвестна) - Бригада СС «Шульдт»: присутствие неизвестной части бригады - Итальянская бригада 23 марта (подчинена дивизии «Равенна») (организация неизвестна) - 304-я пехотная дивизия - 1/,2/,3/573-й пехотный полк - 1/,2/,3/574-й пехотный полк - 1/,2/,3/575-й пехотный полк - 304-й быстрый батальон - 1/,2/,3/304-й артиллерийский полк - 304-й сапёрный батальон - 304-й батальон связи - Подразделения поддержки дивизии | - 3-я пехотная дивизия «Равенна»: - 37-й пехотный полк «Равенна» - 38-й пехотный полк «Равенна» - 121-й моторизованный артиллерийский полк - 3-й миномётный батальон - 154-я противотанковая батарея - 3-я рота связи - 18-я сапёрная рота - 16-й полевой госпиталь - 202-й полевой госпиталь - 32-я багажная секция - 7-я секция карабинеров |

| - Итальянская кавалерийская бригада «Барбо» - (организация неизвестна) - Итальянский II армейский корпус: - (организация неизвестна), вероятно, только штаб - Итальянский XXXV армейский корпус: - (организация неизвестна), вероятно, только штаб - Безымянный армейский корпус: - 901-й учебный полк - Группа Гёллера (Göller) (организация неизвестна) - 298-я пехотная дивизия (присутствует основная часть дивизии) - 1/,2/,3/525-й пехотный полк - 1/,2/,3/526-й пехотный полк - 1/,2/,3/527-й пехотный полк - 298-й противотанковый дивизион - 298-й велосипедный батальон - 1/,2/,3/,4/298-й артиллерийский полк - 298-й сапёрный батальон - 298-й батальон связи - Подразделения поддержки дивизии - 9-я (полумоторизованная) пехотная дивизия «Пасубио»: (подчинён 298-й пд) - 7-й пехотный полк «Рома» - 8-й пехотный полк «Рома» - 8-й артиллерийский полк «Пасубио» - 13-я зенитная артиллерийская батарея (20 мм) - 18-я зенитная артиллерийская батарея (20 мм) - 85-я зенитная артиллерийская батарея (20 мм) - 9-й миномётный батальон - 52-я (полумоторизованная) пехотная дивизия «Торино»: (подчинёна 298-й пд) - 81-й пехотный полк «Торино» - 82-й пехотный полк «Торино» - 52-й артиллерийский полк «Торино» - 26-й миномётный батальон - 52-й миномётный батальон - 52-я противотанковая батарея - 171-я противотанковая батарея - 52-й инженерный батальон - 19-я танковая дивизия - 1/27-й танковый полк - 19-я моторизованная бригада - 1/,2/,3/73-й моторизованный полк - 1/,2/,3/74-й моторизованный полк - 19-й противотанковый дивизион - 19-й мотоциклетный батальон - 1/,2/,3/19-й артиллерийский полк - 19-й батальон связи - 19-й сапёрный батальон - Подразделения поддержки дивизии - 26-я пехотная дивизия (в пути) - 1/,2/,3/39-й стрелковый полк - 1/,2/,3/77-й пехотный полк - 1/,2/,3/78-й пехотный полк - 26-й противотанковый дивизион - 26-й велосипедный батальон - 1/,2/,3/26-й артиллерийский полк - 1/62-й артиллерийский дивизион - 26-й сапёрный батальон - 26-й батальон связи - Подразделения поддержки дивизии - Бригада СС «Шульдт» (часть присутствует) (организация неизвестна) | - XXIV танковый корпус - 385-я пехотная дивизия - 1/,2/,3/537-й пехотный полк - 1/,2/,3/538-й пехотный полк - 1/,2/,3/539-й пехотный полк - 385-й быстрый батальон - 2/,3/,4/385-й артиллерийский полк - 385-й сапёрный батальон - 385-й батальон связи - Подразделения поддержки дивизии - 213-я охранная дивизия (подчинена 385-й пд) (только часть присутствует) - 1/,2/,3/610-й пехотный полк - 1/,2/,3/610-й пехотный полк - 201-я моторизованная рота связи - 1/213-й артиллерийский дивизион - 318-й кавалерийский батальон (4 эскадрона) - 3/9-й полицейский полк (3 роты) - Подразделения поддержки дивизии - Группа Фегеляйна (организация неизвестна) - 5-я пехотная дивизия «Коссерия»: только часть дивизии присутствует - 89-й пехотный полк «Салерно» - 90-й пехотный полк «Салерно» - 108-й артиллерийский полк - 5-й миномётный батальон - 10-й миномётный батальон - 135-й противотанковый дивизион (САУ) - 355-й противотанковый дивизион - 3-я альпийская дивизия «Юлия»: только часть дивизии присутствует - 8-й альпийский пехотный полк - 9-й альпийский пехотный полк - 3-й альпийский артиллерийский полк - 110-й пулемётный батальон - 41-я противотанковая батарея - 83-я противотанковая батарея - 3-й инженерный батальон - 113-я рота связи - 123-я сапёрная рота - 103-я секция прожекторов - 303-я медицинская секция - 309-я медицинская секция - 629-й полевой госпиталь - 633-й полевой госпиталь - 207-й автотранспортный отряд - 237-й автотранспортный отряд - 9-я секция материального обеспечения - 62-я полевая пекарня - 387-я пехотная дивизия: Возможно, изменилась организация. - 1/,2/,3/541-й пехотный полк - 1/,2/,3/542-й пехотный полк - 1/,2/,3/543-й пехотный полк - 387-й быстрый батальон - 1/,2/,3/,4/387-й артиллерийский полк - 387-й сапёрный батальон - 387-й батальон связи - Подразделения поддержки дивизии - 27-я танковая дивизия: расформирована на 15 февраля 1943 - 1/,2/140-й моторизованный полк - 127-й танковый батальон - 1/,2/127-й танковый артиллерийский полк - 560-й противотанковый дивизион - 127-й сапёрный батальон - 127-й батальон связи - Подразделения поддержки дивизии |

- Итальянский альпийский армейский корпус

| - 156-я пехотная дивизия «Виченца»: - 277-й пехотный полк «Виченца» - 278-й пехотный полк «Виченца» - 156-й артиллерийский полк - 156-й пулемётный батальон - 155-й инженерный батальон - 255-я рота связи - 155-я сапёрная рота - ? медицинская секция - 155-я секция материального обеспечения - 255-й полевая пекарня - 125-я секция карабинеров - 135-я секция карабинеров - 2-я альпийская дивизия «Тридентина»: - 5-й альпийский пехотный полк - 6-й альпийский пехотный полк - 2-й альпийский артиллерийский полк - 216-я противотанковая батарея - 2-й альпийский инженерный батальон - 112-я рота связи - 122-я сапёрная рота - 102-я секция прожекторов - 5-я медицинская секция - 302-я медицинская секция - 263-й полевой госпиталь - 619-й полевой госпиталь - 620-й полевой госпиталь - 621-й полевой госпиталь - 622-й полевой госпиталь - 206-я смешанная автотранспортная секция - 417-я секция карабинеров | - 4-я альпийская дивизия «Кунеэнзе»: - 1-й альпийский пехотный полк - 2-й альпийский пехотный полк - 4-й альпийский артиллерийский полк - 4-й инженерный батальон - 114-я рота связи - 104-я сапёрная рота - 124-я сапёрная рота - 104-я секция прожекторов - 613-й полевой госпиталь - 624-й полевой госпиталь - 616-й полевой госпиталь - 201-я автотранспортная секция - 22-й транспортный отряд - 63-я полевая пекарня - 414-я секция карабинеров |

| - 1-я венгерская танковая дивизия - 30-й танковый полк - 1-й моторизованный полк - 1-й разведывательный батальон - 51-й противотанковый дивизион - 1-й инженерный батальон - 1-й артиллерийский дивизион - 5-й артиллерийский дивизион - 51-й артиллерийский дивизион - 168-я пехотная дивизия: 1 неизвестный полк - Вербанд (оперативная группа) 700: (организация неизвестна) - VII венгерский армейский корпус - 12-я венгерская лёгкая пехотная дивизия - 18-й пехотный полк - 48-й пехотный полк - 12-й артиллерийский полк - 19-я венгерская лёгкая пехотная дивизия - 13-й пехотный полк - 43-й пехотный полк - 19-й артиллерийский полк - 23-я венгерская лёгкая пехотная дивизия - 21-й пехотный полк - 51-й пехотный полк - 23-й артиллерийский полк | - IV венгерский армейский корпус: - 7-я венгерская лёгкая пехотная дивизия - 4-й пехотный полк - 35-й пехотный полк - 7-й артиллерийский полк - 10-я венгерская лёгкая пехотная дивизия - 6-й пехотный полк - 36-й пехотный полк - 10-й артиллерийский полк - 13-я венгерская лёгкая пехотная дивизия - 7-й пехотный полк - 37-й пехотный полк - 13-й артиллерийский полк - 20-я венгерская лёгкая пехотная дивизия - 14-й пехотный полк - 23-й пехотный полк - 20-й артиллерийский полк - 168-я пехотная дивизия - 1 неизвестный полк присутствует - III венгерский армейский корпус: - 6-я венгерская лёгкая пехотная дивизия - 22-й пехотный полк - 52-й пехотный полк - 6-й артиллерийский полк - 9-я венгерская лёгкая пехотная дивизия - 17-й пехотный полк - 47-й пехотный полк - 9-й артиллерийский полк |

- 88-я пехотная дивизия: присутствовал 1 неизвестный полк

| - VIII армейский корпус - 88-я пехотная дивизия: присутствовал 1 неизвестный полк - 57-я пехотная дивизия - 1/,2/,3/199-й пехотный полк - 1/,2/,3/217-й пехотный полк - 157-й противотанковый дивизион - 157-й велосипедный батальон - 1/,2/,3/,4/157-й артиллерийский полк - 157-й сапёрный батальон - 157-й батальон связи - Подразделения поддержки дивизии - 75-я пехотная дивизия - 1/,2/,3/172-й пехотный полк - 1/,2/,3/202-й пехотный полк - 1/,2/,3/222-й пехотный полк - 175-й противотанковый дивизион - 175-й велосипедный батальон - 1/,2/,3/,4/175-й артиллерийский полк - 175-й сапёрный батальон - 175-й батальон связи - Подразделения поддержки дивизии - 323-я пехотная дивизия - 1/,2/,3/591-й пехотный полк - 1/,2/,3/593-й пехотный полк - 1/,2/,3/594-й пехотный полк - 323-й быстрый батальон - 1/,2/,3/,4/323-й артиллерийский полк - 323-й сапёрный батальон - 323-й батальон связи - Подразделения поддержки дивизии - Приданы VIII корпусу - Группа полковника Рота: (организация неизвестна) - Группа «Дон» - 1 неизвестный полк 383-й пехотной дивизии | - XIII армейский корпус: - 68-я пехотная дивизия - 1/,2/,3/169-й пехотный полк - 1/,2/,3/196-й пехотный полк - 1/,2/,3/168-й противотанковый дивизион - 168-й велосипедный батальон - 1/,2/,3/,4/168-й артиллерийский полк - 168-й сапёрный батальон - 168-й батальон связи - Подразделения поддержки дивизии - 82-я пехотная дивизия - 1/,2/,3/158-й пехотный полк - 1/,2/,3/166-й пехотный полк - 1/,2/,3/168-й пехотный полк - 182-й быстрый батальон - 1/,2/,3/,4/182-й артиллерийский полк - 182-й сапёрный батальон - 182-й батальон связи - Подразделения поддержки дивизии - 340-я пехотная дивизия - 1/,2/,3/694-й пехотный полк - 1/,2/,3/695-й пехотный полк - 1/,2/,3/696-й пехотный полк - 340-й быстрый батальон - 1/,2/,3/,4/340-й артиллерийский полк - 340-й сапёрный батальон - 340-й батальон связи - Подразделения поддержки дивизии - 377-я пехотная дивизия: возможно, изменилась организация. - 1/,2/,3/768-й пехотный полк - 1/,2/,3/769-й пехотный полк - 1/,2/,3/770-й пехотный полк - 377-й быстрый батальон - 1/,2/,3/,4/377-й артиллерийский полк - 377-й сапёрный батальон - 377-й батальон связи - Подразделения поддержки дивизии |

- LV армейский корпус

| - 88-я пехотная дивизия: 1 неизвестный полк - 45-я пехотная дивизия - 1/,2/,3/130-й пехотный полк - 1/,2/,3/133-й пехотный полк - 1/,2/,3/135-й пехотный полк - 45-й противотанковый дивизион - 45-й велосипедный батальон - 1/,2/,3/98-й артиллерийский полк - 1/99-й артиллерийский дивизион - 81-й сапёрный батальон - 65-й батальон связи - Подразделения поддержки дивизии - 299-я пехотная дивизия - 1/,2/,3/528-й пехотный полк - 1/,2/,3/529-й пехотный полк - 1/,2/,3/530-й пехотный полк - 1/,2/,3/,4/299-й артиллерийский полк - 299-й противотанковый дивизион - 299-й сапёрный батальон - 299-й батальон связи - Подразделения поддержки дивизии | - 383-я пехотная дивизия (1 полк определён) - 1/,2/,3/531-й пехотный полк - 1/,2/,3/532-й пехотный полк - 1/,2/,3/533-й пехотный полк - 383-й быстрый батальон - 1/,2/,3/,4/383-й артиллерийский полк - 383-й батальон связи - 383-й сапёрный батальон - Подразделения поддержки дивизии |

- 213-я охранная дивизия
  - 1/,2/,3/610-й пехотный полк
  - 1/,2/,3/610-й пехотный полк
  - 201-я моторизованная рота связи
  - 1/213-й артиллерийский дивизион
  - 318-й кавалерийский батальон (4 эскадрона)
  - 3/9-й полицейский полк (3 роты)
  - Подразделения поддержки дивизии
- 105-я венгерская лёгкая пехотная дивизия (организация неизвестна)[2]

### 1944 год
Июнь 1944 года
- штаб группы армий «Б»
- 605-й полк связи группы армий «Б»
- 7-я полевая армия — командующий генерал-полковник Фридрих Дольман
- 15-я полевая армия — командующий генерал-полковник Ганс фон Зальмут

15 декабря 1944 года
- 79-я народная пехотная дивизия: генерал-лейтенант Poppe
  - 1/,2/208-й пехотный полк
  - 1/,2/212-й пехотный полк
  - 1/,2/226-й пехотный полк
  - 1/,2/,3/,4/179-й артиллерийский полк (105mm lFH 18/40 (on 14 Dec) — 12, 150mm sFH 18 (on 14 Dec) — 3)
  - 179-й стрелковый батальон
  - 179-й противотанковый дивизион
  - 179-й сапёрный батальон
  - 179-й батальон связи
  - Подразделения обеспечения
- 725-й железнодорожный артиллерийский дивизион
- 674-я железнодорожная артиллерийская батарея (2-240mm guns & 1 274mm 594(f) gun)
- 688-я железнодорожная артиллерийская батарея (1 280mm K5 gun)
- 749-я железнодорожная артиллерийская батарея (2 280mm K5 gl 30/12 guns)
- Det/Pioneer Kampf (battle) School
- 813-я танковая инженерная рота (Голиаф)
- 1009-я мостовая колонна B (GE) (Brüko B «B (GE)»)
- 921-я мостовая колонна B (GE)
- 969-я мостовая колонна B (GE)
- 956-я мостовая колонна B (GE)
- 973-я мостовая колонна J (GE)
- 5-я бригада Тодта (2 полка)

| - 410-й (t-mot) народный артиллерийский корпус - 1-й батальон (towed by Raupenschlepper Ost) - 3 (t-mot) батареи реактивных миномётов (9 210 мм пусковые установки) - 2-й батальон (2 (tmot) 100mm Batteries (6 105mm lFH 18) - 3-й батальон (towed by Raupenschlepper Ost) 3 (tmot) 105mm Batteries (6 105mm lFH 18) - 4-й батальон 2 (tmot) 122mm Batteries (6 122mm (r) sFH) - 5-й батальон 2 (tmot) 152mm Batteries (6 152mm (r) sFH 18) - 638-я тяжёлая артиллерийская батарея (1-540mm mörsers) - 1094-я тяжёлая артиллерийская батарея (6-128mm guns) - 1095-я тяжёлая артиллерийская батарея (6-128mm guns) - 25/975-я крепостная артиллерийская батарея (4-155mm 425(r) guns) - 1099-я тяжёлая миномётная батарея (3 355mm mörsers) - 1119-я (bo) тяжёлая миномётная батарея (3 305mm mörsers) - 1121-я (bo) тяжёлая миномётная батарея (3 220mm mörsers) - 762-й (mot) артиллерийский полковой штаб z.b.V. - 638-я миномётная батарея | - 803-й инженерно-строительный батальон - 3/999-й инженерно-строительный батальон - 19-я зенитная бригада (14 тяжёлых & 14 средних и лёгких батарей) - 534-й инженерный полковой штаб - 207-й (t-mot) инженерный батальон - 600-й моторизованный инженерный батальон - 653-й тяжёлый противотанковый дивизион - 72-й наблюдательный батальон - 54-й наблюдательный батальон - 669-й батальон Ост - 3-я бригада Тодта (полувоенные инженеры) (4 полка) - Штаб 940-го мостового эскадрона - 22-я (mot) мостовая колонна B («B») - 6-я (mot) мостовая колонна B («B») - 1/409-я моторизованная мостовая колонна B («B») - 957-я мостовая колонна B (GE) («B (GE)») - 850-я мостовая колонна J («J») - 846-я мостовая колонна J («J») - 894-я мостовая колонна J («J») - 892-я мостовая колонна J (GE) («J (GE)») |

| - LXVI армейский корпус: генерал артиллерии W. Lucht - 16-я (t-mot) народная миномётная бригада - 86-й полк реактивных миномётов: - 1-й батальон: 3 (mot) батареи (6 210 мм пусковых установок) - 2-й батальон: 3 (mot) батареи (6 150mm пусковых установок) - 3-й батальон: 3 (mot) батареи (6 210 мм пусковых установок) - 87-й полк реактивных миномётов: - 1-й батальон: 3 (mot) батареи (6 150 мм пусковых установок) - 2-й батальон: такой же как 1-й батальон - 3-й батальон: 3 (mot) батареи (6 300 мм пусковых установок) - Прочее: - 244-й дивизион штурмовых орудий - 460-й тяжёлый артиллерийский дивизион (9 150mm sFH 18) - 1/,2/,3/,4/10-й танковый артиллерийский полк СС (возможно 9 батарей 105mm Wespe & 3 батареи 150mm Hummel) - 244-й дивизион штурмовых орудий (14 StuG) - 74-й лёгкий зенитный штурмовой дивизион - 1099-я миномётная батарея - 803-й инженерно-строительный батальон - 18-я народная пехотная дивизия: полковник Hoffman-Schonborn (9,920/6,694/5,569)3 - 1/,2/293-й народный пехотный полк - 1/,2/294-й народный пехотный полк - 1/,2/295-й народный пехотный полк - 1/,2/,3/,4/1818-й артиллерийский полк - 75mm FK 40 (14 Dec) — 18 - 105mm lFH 18/40 (14 Dec) — 24 - 150mm sFH 18 (14 Dec) — 12 - 1818-й стрелковый батальон - 1818-й противотанковый дивизион (14 Hetzer Jpz38t) - 1818-й инженерный батальон - 1818-й батальон связи - 62-я народная пехотная дивизия: полковник F. Kittel4 - 1/,2/164-й народный пехотный полк - 1/,2/183-й народный пехотный полк - 1/,2/190-й народный пехотный полк - 1/,2/,3/,4/162-й артиллерийский полк - 75mm FK 40 (14 Dec) — 18 - 105mm lFH 18/40 (14 Dec) — 24 - 150mm sFH 18 (14 Dec) — 12 - 162-й стрелковый батальон - 162-й противотанковый дивизион (14 Hetzers Jpz38t) - 162-й инженерный батальон - 162-й батальон связи | - LVIII танковый корпус: генерал танковых войск W. Krüger - 7-я моторизованная народная миномётная бригада - 83-й миномётный полк - 84-й миномётный полк (72 150mm, 18 210mm & 18 300mm) - 401-й моторизованный народный артиллерийский корпус - 401-я (mot) штабная батарея - 401-я (mot) наблюдательная батарея - 1-й батальон: 1—3-я (motZ) батареи (6 75mm FK 40) - 2-й батальон: 4—5-я (motZ) батареи (6 100mm орудий) - 3-й батальон: 6—9-я (motZ) батареи (6 105mm leFH) - 4-й батальон: 10—11-я (motZ) батареи (6 152mm 433/I(r)) - 5-й батальон: 13—14-я (motZ) батареи (6 122mm русских гаубиц) - 1-й зенитный штурмовой полк - 1121-я тяжёлая миномётная батарея - 1125-я тяжёлая миномётная батарея - 25/975-я крепостная артиллерийская батарея - 207-й сапёрный батальон - 116-я танковая дивизия: генерал-майор S. von Waldenburg (13,464/7,259/5,455) - 1/,2/16-й танковый полк (25 Mk IV, 43 MK V) - Mk V Panthers — 60/45/43/137 - Mk IV — 30/26/26/0 - 1/,2/60-й моторизованный полк - 1/,2/156-й моторизованный полк - 1/,2/,3/146-й артиллерийский полк - 105mm lFH 18/40- 19/20/0/0 (on 14 Dec — 19) - 150mm sFH 18- 8/8/0/0 (on 14 Dec — 4) - 100mm K18 — 4/4/0/0 (on 14 Dec — 4) - Wespe — 3/3/0/4 (on 14 Dec — 2) - Hummel — 9/6/0/2 (on 14 Dec — 9) - 116-й танковый разведывательный батальон - 228-й противотанковый дивизион (13 Pzjg IV) - StuG — 45/225/13/14 - Heavy PAK — 13/19/17/0 - 675-й инженерный батальон - 228-й батальон связи - 281-й армейский зенитный дивизион - 560-я народная пехотная дивизия: полковник R. Langhauser - 1/,2/1128-й народный пехотный полк - 1/,2/1129-й народный пехотный полк - 1/,2/1130-й народный пехотный полк - 1/,2/,3/,4/1560-й артиллерийский полк - 75mm FK 40 (14 Dec) — 18 - 105mm lFH 18/40 (14 Dec) — 24 - 150mm sFH 18 (14 Dec) — 12 - 1560-й стрелковый батальон - 1560-й противотанковый дивизион (14 Hetzer Pzjg 38t) - 1560-й инженерный батальон - 1560-й батальон связи |

- XLVII танковый корпус: генерал танковых войск H. von Lüttwitz

| - 182-й зенитный штурмовой полк - 1124-я тяжёлая артиллерийская батарея - 1119-я тяжёлая миномётная батарея - 600-й инженерный батальон - 15-я моторизованная народная миномётная бригада - 55-й полк реактивных миномётов: - 1-й батальон: 3 (mot) батареи (6 150 мм пусковые установки) - 2-й батальон: 3 (mot) батареи (6 210 мм пусковые установки) - 3-й батальон: то же, что 1-й батальон - 85-й полк реактивных миномётов: - 1-й батальон: 3 (mot) батареи (6 150 мм пусковые установки) - 2-й батальон: такой же как 1-й батальон - 3-й батальон: 3 (mot) батареи (6 300 мм пусковые установки) - 766-й моторизованный народный артиллерийский корпус - 1-й батальон (RSO): 3 (motZ) батареи (6 75mm FK 40) - 2-й батальон: 2 (motZ) батареи (6 150mm sFH) - 3-й батальон (RSO): 3 (motZ) батареи (6 105mm leFH 18/40) - 4-й батальон: 2 (motZ) батареи (6 150mm sFH) - 5-й батальон: 2 (motZ) батареи (6 150mm sFH) - 6-й батальон (raised on 1/9/45): 2 (motZ) батареи (3 210mm mörsers), 1 (motZ) батарея (3 170mm guns) - 2-я танковая дивизия: полковник M. von Lauchert9 (5,951/3,431/5,433) - 1/,2/3-й танковый полк - Mk V Panther — 60/51/49/0 - Mk IV — 30/28/26/0 - 1/,2/2-й моторизованный полк - 1/,2/304-й моторизованный полк - 1/,2/,3/74-й артиллерийский полк - 105mm lFH 18/40 — 13/13/0/0 (on 14 Dec — 12) - 150mm sFH 18 — 8/11/0/0 (on 14 Dec — 11) - Wespe — 12/5/0/4 (on 14 Dec — 0) - Hummel — 6/6/0/0 (on 14 Dec — 17) - 100mm K18 — 4/4/0/0 (on 14 Dec — 4) - 2-й разведывательный батальон - 38-й противотанковый дивизион - StuG — 49/48/34/1 - Heavy PAK — 13/13/11/0 - 38-й инженерный батальон - 38-й батальон связи - 273-й зенитный дивизион | - Танковая учебная дивизия: генерал-лейтенант F. Bayerlein10 - 1/,2/130-й танковый полк (30 Mk IV, 23 Mk V) - Mk V Panther — 34/29/23/10 - Mk IV — 34/34/30/10 - 1/,2/901-й моторизованный полк - 1/,2/902-й моторизованный полк - 1/,2/,3/130-й танковый артиллерийский полк - 105mm lFH 18/40 — 12/7/5/0 (on 14 Dec — 9) - 150mm sFH 18 — 16/12/9/0 (on 14 Dec — 12) - 130-й разведывательный батальон - 130-й противотанковый дивизион Heavy Pak — 13/3/3/611 - 130-й инженерный батальон - 130-й батальон связи - 311-й зенитный дивизион - 559-й противотанковый дивизион (19 Jpz V & Jpz IV) - 243-й дивизион штурмовых орудий StuG — 21/15/14/4 - 26-я народная пехотная дивизия: полковник H. Kokott12 - 1/,2/39-й стрелковый полк - 1/,2/77-й народный пехотный полк - 1/,2/78-й народный пехотный полк - 1/,2/,3/,4/26-й артиллерийский полк - 75mm FK 40 (14 Dec) — 18 - 105mm lFH 18/40 (14 Dec) — 24 - 150mm sFH 18 (14 Dec) — 12 - 26-й стрелковый батальон - 26-й разведывательный батальон - 26-я стрелковая рота - 26-й противотанковый дивизион (14 Hetzers Jpz38t) - 26-й инженерный батальон - 26-й батальон связи |

- 2-я зенитная дивизия (21 тяжёлая & 23 средние и лёгкие батареи)
  - 2-й зенитный штурмовой полк
  - 3-й зенитный штурмовой полк
  - 4-й зенитный штурмовой полк
- 519-й тяжёлый танковый батальон (7 Pzjg V, 9 Pzjg IV & 17 StuG)
- 667-й дивизион штурмовых орудий (5 StuG) (Sturmgeschütz-Abteilung 667)
- 217-й дивизион штурмовых орудий (8 Sturmpanzer IV)
- 653-й тяжёлый противотанковый дивизион (9 Pzjg VI)
- 506-й тяжёлый танковый батальон (8 Mk VI King Tigers)13
- 428-я тяжёлая миномётная батарея (2-540mm howitzers)
- 34-й лёгкий наблюдательный батальон
- 1020-й инженерный полковой штаб z.b.V.
- 617-й инженерный полковой штаб z.b.V.
- 40-й инженерный полковой штаб
- 108-й инженерный полковой штаб
- 62-й (t-mot) инженерный батальон
- 73-й (t-mot) инженерный батальон
- 253-й (t-mot) инженерный батальон
- 59-й инженерно-строительный батальон
- 798-й инженерно-строительный батальон
- Неизвестный штаб мостового эскадрона
- 602-я мостовая колонна B
- 2/406-я мостовая колонна B
- 1/403-я мостовая колонна B
- 967-я мостовая колонна B (GE)
- 968-я мостовая колонна B (GE)
- 895-я моторизованная мостовая колонна J
- 844-я моторизованная мостовая колонна J
- 851-я моторизованная мостовая колонна J
- 175-я моторизованная мостовая колонна J (GE)
- 655-й мостостроительный батальон
- 4-я бригада Тодта (4 полка)

| - I танковый корпус СС: группенфюрер СС Hermann Preiss - 9-я моторизованная народная миномётная бригада - 14-й полк тяжёлых реактивных миномётов: - 54-й полк реактивных миномётов: - 3 (mot) батареи (6 210 мм пусковые установки) (70 150mm & 54 210mm werfers) - 4-я моторизованная народная миномётная бригада - 51-й полк реактивных миномётов: - 1-й батальон: 3 (mot) батареи (6 150 мм пусковые установки) - 2-й батальон: такой же как 1-й батальон - 3-й батальон: 3 (mot) батареи (6 210 мм пусковые установки) - 53-й полк реактивных миномётов: - 1-й батальон: 3 (mot) батареи (6 150 мм пусковые установки) - 2-й батальон: 3 (mot) батареи (6 150 мм пусковые установки) - 3-й батальон: 3 (mot) батареи (6 210 мм пусковые установки) - 402-й моторизованный народный артиллерийский корпус - 1-й (motZ) батальон: 3 (motZ) батареи (6 75mm FK 40) - 2-й (motZ) батальон: 2 (motZ) батареи (6 100mm K18 guns) - 3-й (motZ) батальон: 3 (motZ) батареи (6 105mm leFH 18/40) - 4-й (motZ) батальон: 2 (motZ) батареи (6 152mm KH 433(r)) - 5-й (motZ) батальон: 2 (motZ) батареи (6 122mm sFH 396 (r)) - 388-й моторизованный народный артиллерийский корпус: - 1-й батальон: 1—3-я (motZ) батареи (6 75mm FK 40) - 2-й батальон: 4—5-я (motZ) батареи (6 88mm PAK 43 guns) - 3-й батальон: 6—9-я (motZ) батареи (6 105mm leFH) - 4-й батальон 10—11-я (motZ) батареи (6 150mm sFH) - 5-й батальон 13—14-я (motZ) батареи (6 122-мм русских гаубиц) - 6-й батальон: 15—16-я (motZ) батареи (3 210mm гаубицы), 18th (motZ) Battery (3 170mm guns) - 501-й артиллерийский дивизион СС - 502-й артиллерийский дивизион СС - 1000-я (bo) тяжёлая гаубичная батарея (3 305mm гаубицы) - 1000-я (bo) тяжёлая гаубичная батарея (3 305mm гаубицы) - 1000-я (bo) тяжёлая гаубичная батарея (3 305mm гаубицы) - 1123-я (bo) крепостная артиллерийская батарея (2 240mm K-3/1 guns) - 277-я народная пехотная дивизия: полковник W. Viebig16 - 1/,2/989-й народный пехотный полк - 1/,2/990-й народный пехотный полк - 1/,2/991-й народный пехотный полк - 1/,2/,3/,4/277-й артиллерийский полк - 75mm FK 40 (14 Dec) — 18 - 105mm lFH 18/40 (14 Dec) — 24 - 150mm sFH 18 (14 Dec) — 18 - 277-й противотанковый дивизион (6 Jgpz 38t) - 277-й стрелковый батальон - 277-й инженерный батальон - 277-й батальон связи - 12-я народная пехотная дивизия: генерал-майор G. Engel (11,934/7,261/5,676) - 1/,2/27-й стрелковый полк - 1/,2/48-й народный пехотный полк - 1/,2/49-й народный пехотный полк - 1/,2/,3/,4/12-й артиллерийский полк - 105mm lFH 18/40 (14 Dec) — 31 - 150mm sFH 18 (14 Dec) — 8 - 1/48-й артиллерийский полк - 12-й противотанковый дивизион (6 StuG) - 12-й стрелковый батальон - 12-й инженерный батальон - 12-й батальон связи - 1-я танковая дивизия СС «Лейбштандарт СС Адольф Гитлер» Оберфюрер СС W. Mohnke - 1/,2/1-й танковый полк СС (34 Mk IV, 37 Mk V) - Mk V Panther — 34/38/37/0 - Mk IV — 34/34/34/0 - 1/,2/,3/1-й моторизованный полк - 1/,2/,3/2-й моторизованный полк - 1/,2/,3/,4/1-й артиллерийский полк СС - 105mm lFH — 0/30/0/0 (on 14 Dec — 30) - 150mm sFH — 0/18/0/0 (on 14 Dec — 18) - 100mm K18 — 0/4/0/0 (on 14 Dec — 4) - 1-й разведывательный батальон СС - 1-й миномётный дивизион СС - 1-й противотанковый дивизион СС (20 Pzjg IV) StuG — 21/22/10/0, Heavy PAK — 25/25/24/0 - 1-й инженерный батальон СС - 1-й зенитный дивизион СС - 1-й батальон связи СС - 501-й тяжёлый танковый батальон СС (30 Mk VI King Tigers) Mk VI Tiger — 45/15/15/30 - 84-й лёгкий зенитный дивизион - 3-я парашютная дивизия: генерал-майор Wadehn20 - 1/,2/,3/5-й парашютно-десантный полк - 1/,2/,3/8-й парашютно-десантный полк - 1/,2/,3/9-й парашютно-десантный полк - 1/,2/,3/3-й артиллерийский полк - 105mm lFH 18/40 (14 Dec) — 24 - 150mm sFH 18 (14 Dec) — 12 - 3-й разведывательный батальон - 3-й противотанковый дивизион - 3-й инженерный батальон - 3-й авиационный батальон связи (Luftnachrichten Abteilung) - 12-я танковая дивизия СС «Гитлерюгенд» штандартенфюрер СС H. Kraas - 1/12-й танковый полк СС (39 Mk IV, 38 Mk V) - Mk V Panther — 34/41/38/? - Mk IV — 34/42/39/? - 1/,2/,3/25-й моторизованный полк СС - 1/,2/,3/26-й моторизованный полк СС - 1/,2/,4/12-й артиллерийский полк СС - 105mm lFH — 0/36/0/0 (on 14 Dec — 36) - 150mm sFH — 0/12/0/0 (on 14 Dec — 18) - 100mm K18 — 0/4/0/0 (on 14 Dec — 4) - 1/,2/12-й мотоциклетный полк СС - 12-й противотанковый дивизион СС (22 Pzjg IV) - 560-й тяжёлый противотанковый дивизион (12 Pzjg V & 25 Pzjg IV) StuG — 21/22/22/0) - 12-й зенитный дивизион СС (4 батареи) - 12-й инженерный батальон СС - 12-й батальон связи СС - 506-й тяжёлый противотанковый дивизион Heavy PAK — 28/25/25/? - 150-я танковая бригада СС: оберштурмбаннфюрер при войсках СС O. Skorzeny - 2 танковые роты (5 Mk V Panzers & 2 M-4 tanks) - 2 моторизованные роты - 2 противотанковые батареи (5 StuG) | - II танковый корпус СС: (не сформирован до 17/18 декабря, см. график усиления) - LXVII армейский корпус: генерал пехоты Otto Hitzfeld - 17-я (t-mot) народная миномётная бригада - 88-й миномётный полк - 89-й миномётный полк (72 150mm, 18 210mm & 18 300mm реактивных миномётов) - 88-й полк реактивных миномётов: - 1-й батальон: 3 (mot) батареи (6 150 мм пусковые установки) - 2-й батальон: такой же как 1-й батальон - 3-й батальон: 3 (mot) батареи (6 210 мм пусковые установки) - 89-й полк реактивных миномётов: - 1-й батальон: 3 (mot) батареи (6 150 мм пусковые установки) - 2-й батальон: такой же как 1-й батальон - 3-й батальон: 3 (mot) батареи (6 300 мм пусковые установки) - 405-й (t-mot) народный артиллерийский корпус: - 1-й батальон (RSO): 3 (motZ) батареи (6 75mm FK 40) - 2-й батальон: 2 (motZ) батареи (6 100mmK 18) - 3-й батальон (RSO): 3 (motZ) батареи (6 105mm leFH 18/40) - 4-й батальон: 2 (motZ) батареи (6 152mm KH 433(r)) - 5-й батальон: 2 (motZ) батареи (6 122mm sFH 396(r)) - 902-й дивизион штурмовых орудий (20 StuG) - 394-й дивизион штурмовых орудий (3 StuG) - 683-й противотанковый дивизион - 1110-я (bo) миномётная батарея (3-305mm mörsers) - 272-я народная пехотная дивизия: полковник G. Kosmalla14 - 1/,2/980-й народный пехотный полк - 1/,2/981-й народный пехотный полк - 1/,2/982-й народный пехотный полк - 1/,2/,3/,4/272-й артиллерийский полк - 75mm FK 40 (14 Dec) — 18 - 105mm lFH 18/40 (14 Dec) — 17 - 150mm sFH 18 (14 Dec) — 12 - 272-я стрелковая рота - 272-й противотанковый дивизион (8 Hetzer Pzjg 38t) - 272-й инженерный батальон - 272-й батальон связи - 326-я народная пехотная дивизия: полковник E.Kaschner15 - 1/,2/751-й народный пехотный полк - 1/,2/752-й народный пехотный полк - 1/,2/753-й народный пехотный полк - 1/,2/,3/,4/326-й артиллерийский полк - 75mm FK 40 (14 Dec) — 18 - 105mm lFH 18/40 (14 Dec) — 24 - 150mm sFH 18 (14 Dec) — 12 - 326-й противотанковый дивизион (8 Hetzer Pzjg 38t) - 326-я стрелковая рота - 326-й инженерный батальон - 326-й батальон связи |

- 1092-я тяжёлая артиллерийская батарея (6 128mm guns)
- 1093-я тяжёлая артиллерийская батарея (6 128mm guns)
- 1124-я тяжёлая артиллерийская батарея (6 128mm guns)
- 1125-я тяжёлая артиллерийская батарея (6 128mm guns)
- 1122-я (bo) тяжёлая артиллерийская батарея (1 280mm гаубица & 1 210mm гаубица)
- 660-я (bo) тяжёлая артиллерийская батарея (2 210mm K52 guns)
- 44-й (bo) лёгкий наблюдательный батальон
- 45-й (t-mot) лёгкий наблюдательный батальон
- 47-й сапёрный батальон
- 501-й крепостной противотанковый батальон
- 673-й инженерный полковой штаб
- 677-й сапёрный батальон
- Неизвестная мостовая колонна B («B»)
- 964-я мостовая колонна B (GE)
- 965-я мостовая колонна B (GE)
- 966-я моторизованная мостовая колонна J
- 961-я моторизованная мостовая колонна J
- 961-я мостовая колонна J (GE)
- 605-й мостостроительный батальон
- 1-я бригада Тодта (2 полка)
- LIII армейский корпус: генерал кавалерии E. von Rothkirchlion
  - 44-й (bo) крепостной пулемётный батальон
  - XIII/999-й крепостной батальон
  - 7th Army Service School

| - LXXX армейский корпус: генерал пехоты F.Beyer - 408-й моторизованный народный артиллерийский корпус - 1-й батальон (RSO): 3 (tmot) батареи (6 75mm FK 40) - 2-й батальон: 2 (tmot) батареи (6 100mm K 18) - 3-й батальон (RSO): 3 (tmot) батареи (6 105mm leFH 18/40) - 4-й батальон: 2 (tmot) батареи (6 152mm KH 433(r)) - 5-й батальон: 2 (tmot) батареи (6 122mm sFH 396(r)) - 8-я (t-mot) народная миномётная бригада - 2-й миномётный полк - Учебный миномётный полк (70-150mm, 18 210mm & 26 300 мм пусковые установки) - 657-й тяжёлый противотанковый дивизион - 1095-я артиллерийская батарея - 212-я народная пехотная дивизия: генерал-майор F.Sensfuss22 - 1/,2/316-й народный пехотный полк - 1/,2/320-й народный пехотный полк - 1/,2/423-й народный пехотный полк - 1/,2/,3/,4/212-й артиллерийский полк - 75mm FK 40 (on 14 Dec) — 18 - 105mm lFH 18/40 (on 14 Dec) — 18 - 150mm sFH 18 (on 14 Dec) — 12 - 212-й противотанковый дивизион (5 StuG) - 212-й стрелковый батальон - 212-й инженерный батальон - 212-й батальон связи - Подразделения обеспечения дивизии - 276-я народная пехотная дивизия: полковник K.Möhring23 - 1/,2/986-й народный пехотный полк - 1/,2/987-й народный пехотный полк - 1/,2/988-й народный пехотный полк - 1/,2,/,3/,4/276-й артиллерийский полк - 75mm FK 40 (on 14 Dec) — 18 - 105mm lFH 18/40 (on 14 Dec) — 24 - 150mm sFH 18 (on 14 Dec) — 12 - 276-й противотанковый дивизион - 276-й стрелковый батальон - 276-й инженерный батальон - 276-й батальон связи - Подразделения обеспечения дивизии | - LXXXV армейский корпус: генерал пехоты B. Kniess - 15-й зенитный полк (12 heavy & 14 medium/light батареи) - 668-й тяжёлый противотанковый дивизион - 1094-я артиллерийская батарея - 999-й штрафной батальон (Penal Battalion) - 406-й моторизованный народный артиллерийский корпус - 1-й батальон (RSO): 3 (motZ) батареи (6 75mm FK 40) - 2-й батальон: 2 (motZ) батареи (6 100mm K 18) - 3-й батальон (RSO): 3 (motZ) батареи (6 105mm leFH 18/40) - 4-й батальон: 2 (motZ) батареи (6 152mm KH 433(r)) - 5-й батальон: 2 (motZ) батареи (6 122mm sFH 396(r)) - 18-я (t-mot) народная миномётная бригада - 21-й полк тяжёлых реактивных миномётов: - 1-й батальон: 3 (mot) батареи (6 210 мм пусковые установки) - 2-й & 3-й батальоны, в каждом: 3 (mot) батареи (6 210 мм пусковые установки) - 22-й полк тяжёлых реактивных миномётов: - 1-й батальон: 3 (mot) батареи (6 150 мм пусковые установки) - 2-й батальон: 3 (mot) батареи (6 300 мм пусковые установки) - 3-й батальон: то же, что и 2-й батальон - 5-я парашютная дивизия: полковник L. Heilmann24 - 1/,2/,3/13-й парашютно-десантный полк - 2/,3/,4/14-й парашютно-десантный полк - 1/,2/,3/15-й парашютно-десантный полк - 1/,2/,3/5-й артиллерийский полк - 105mm lFH 18/40 (on 14 Dec) — 24 - 150mm sFH 18 (on 14 Dec) — 12 - 5-й противотанковый дивизион (3 cos) - 5-й инженерный батальон - 5-й зенитный дивизион - 5-й авиационный батальон связи - 11-я парашютная бригада штурмовых орудий (27 StuG) (Fallschirm-Sturmgeschütz-Brigade 11) - 352-я народная пехотная дивизия: полковник E.Schmidt - 1/,2/914-й народный пехотный полк - 1/,2/915-й народный пехотный полк - 1/,2/916-й народный пехотный полк - 1/,2/,3/,4/352-й артиллерийский полк - 75mm FK 40 (on 14 Dec) — 24 - 105mm lFH 315 (i)(on 14 Dec) — 8 - 150mm sFH 18 (on 14 Dec) — 12 - 352-й противотанковый дивизион (6 Hetzer Pzjg 38t) - 352-й стрелковый батальон - 352-й инженерный батальон - 352-й батальон связи |

| - 621-й артиллерийский полковой штаб z.b.V. - 1000-я штурмовая миномётная рота (Sturmtigers)26 - 1001-я штурмовая миномётная рота (Sturmtigers) - 1513-я крепостная артиллерийская батарея (20-122mm sFH 396 (r)) - 1301-й крепостной артиллерийский дивизион (9- 220mm Kan. 531 (f)) - 1310-й крепостной артиллерийский дивизион (18-122mm sFH 396 (r)) - 1076-я крепостная артиллерийская батарея (2-240mm Kan. (t)) - 341-й дивизион штурмовых орудий (16 StuG) - 902-й дивизион штурмовых орудий (16 StuG) - 14-й наблюдательный батальон - 63-й (bo) лёгкий наблюдательный батальон - 55-я (bo) наблюдательная батарея - 682-я (mot Zug) противотанковый дивизион - 434-й инженерно-строительный батальон - 1-я зенитная бригада (16 тяжёлых & 8 средних/лёгких батареи) - 9-я танковая дивизия: генерал-майор von Elverfeldt (12,251/6,258/3,995) - 1/,2/10-й моторизованный полк - 1/,2/11-й моторизованный полк - 9-й танковый разведывательный батальон - 1/,2/33-й танковый полк (28 Mk IV & 37 Mk V) - Mk V Panther — 60/47/37/10 - Mk IV — 30/28/28/0 - 1/,2/,3/102-й танковый артиллерийский полк - 105mm lFH 18/40- 19/19/0/0 (on 14 Dec) — 18 - 150mm sFH 18/40- 8/8/0/0 (on 14 Dec) — 8 - 100mm K18 — 4/4/0/0 (on 14 Dec) — 3 - Hummel — 12/5/5/7 (on 14 Dec) — 5 - 287-й армейский зенитный дивизион - 50-й противотанковый дивизион (10 Pzjg IV) - StuG — 45/11/10/14 - Heavy PAK — 13/12/11/0 - 86-й сапёрный батальон - Подразделения обеспечения дивизии - 15-я моторизованная дивизия: полковник H.J.Deckert (13,017/7,605/5,172) - 1/,2/,3/104-й моторизованный полк - 1/,2/,3/115-й моторизованный полк - 115-й танковый батальон (14 MK IV & 38 StuG) - Mk IV & StuG — 68/69/57/0 - 115-й танковый разведывательный батальон - 1/,2/,3/115-й артиллерийский полк - 105mm lFH — 37/37/0/0 (on 14 Dec) — 24 - 150mm sFH — 12/12/0/0 (on 14 Dec) — 8 - 100mm K18 — 4/4/0/0 (on 14 Dec) — 3 - 33-й противотанковый дивизион (20 Pzjg IV) - Heavy PAK — 19/16/12/8 - 33-й инженерный батальон - 315-й зенитный дивизион - 33-й батальон связи - 246-я народная пехотная дивизия: полковник P. Körte (9,936/6,489/5,514) - 1/,2/352-й пехотный полк - 1/,2/404-й пехотный полк - 1/,2/689-й пехотный полк - 1/,2/,3/,4/246-й артиллерийский полк - 75mm PAK (on 14 Dec) — 5 - 76.2mm R (on 14 Dec) — 7 - 105mm lFH 18/40 (on 14 Dec) — 9 - 122mm sFH 396(r) (on 14 Dec)- 6 - 150mm lFH 18 (on 14 Dec) — 9 - 246-й стрелковый батальон - 246-й противотанковый дивизион (8 Hetzer Pzjg 38t) - 246-й сапёрный батальон - 246-й батальон связи - Подразделения обеспечения дивизии - 340-я народная пехотная дивизия: полковник T. Tolsdorf - 1/,2/694-й пехотный полк - 1/,2/695-й пехотный полк - 1/,2/696-й пехотный полк - 1/,2/,3/,4/340-й артиллерийский полк - 75mm FK 40 (on 14 Dec) — 18 - 105mm lFH 18/40 (on 14 Dec) — 24 - 150mm lFH 18 (on 14 Dec) — 12 - 340-я стрелковая рота - 340-й противотанковый дивизион (9 Hetzer Jgpz 38t) - 340-й сапёрный батальон - 340-й батальон связи - Подразделения обеспечения дивизии | - LXXIV армейский корпус: генерал пехоты Karl Püchler - III/139-й тяжёлый гаубичный дивизион (12-150mm sFH 18) - 628-й миномётный дивизион (6-210mm howitzers) - 992-й лёгкий артиллерийский дивизион (8-105mm lFH 18/40 & - 4 152mm KH 433 (r) guns) - 843-й лёгкий артиллерийский дивизион (12-105mm lFH 18) - 1193-й тяжёлый артиллерийский дивизион (9-150mm sFH 18) - 1308-й крепостной артиллерийский дивизион (27FK 240 (d)) - 85-я пехотная дивизия: полковник Bechler - 1/,2/1053-й пехотный полк - 1/,2/1054-й пехотный полк - 1/,2/1064-й пехотный полк - 85-й стрелковый батальон - 1/,2/,3/,4/185-й артиллерийский полк - 105mm sFH 18/40 (on 14 Dec) — 12 - 185-й противотанковый дивизион - 185-й сапёрный батальон - 185-й батальон связи - Подразделения обеспечения дивизии - 89-я пехотная дивизия: генерал-майор Bruns (7,861/4,841/4,048) - 1/,2/1055-й пехотный полк - 1/,2/1056-й пехотный полк - 1/,2/1063-й пехотный полк - 189-й стрелковый батальон - 1/,2/,3/189-й артиллерийский полк - -* 105mm sFH 18/40 (on 14 Dec) — 9 - 122mm sFH 396(r) (on 14 Dec)- 2 - 150mm lFH 18 (on 14 Dec) — 4 - 189-й противотанковый дивизион (9 StuG) - Подразделения обеспечения дивизии - 344-я пехотная дивизия: генерал-майор Jolasse (5,658/3,366/2,985) - 1/,2/,3/1057-й пехотный полк - 1/,2/,3/1058-й пехотный полк - Staff/832-й пехотный полк - 1/,2/,3/,4/344-й артиллерийский полк - 105mm sFH 18/40 (on 14 Dec) — 27 - 344-й стрелковый батальон - 344-й противотанковый дивизион (10 Hetzer Pzjg 38t) - 344-й сапёрный батальон - 344-й батальон связи - Подразделения обеспечения дивизии - 353-я пехотная дивизия: генерал-лейтенант Mahlmann (7,328/?/2,796) - 1/,2/941-й пехотный полк - 1/,2/942-й пехотный полк - 1/,2/943-й пехотный полк - 353-й стрелковый батальон - 1/,2/,3/,4/353-й артиллерийский полк - 105mm sFH 18/40 (on 14 Dec) — 15 - 75mm IG 33 (on 14 Dec) — 2 - 353-й противотанковый дивизион (8 Hetzer Pzjg 38t) - 353-й сапёрный батальон - 353-й батальон связи - Подразделения обеспечения дивизии |

| - 3-я моторизованная дивизия: (см. список прибывших формирований) - 9-я народная пехотная дивизия: (см. список прибывших формирований) - 167-я народная пехотная дивизия: (см. список прибывших формирований) - Бригада сопровождения фюрера: (см. список прибывших формирований) - Моторизованная бригада «Фюрер»: (см. список прибывших формирований) - 257-я народная пехотная дивизия: полковник Seidel - 1/,2/457-й пехотный полк - 1/,2/466-й пехотный полк - 1/,2/477-й пехотный полк - 1/,2/,3/,4/257-й артиллерийский полк - 257-я дивизионная стрелковая рота - 257-й противотанковый дивизион (6 Hetzer Pzjg 38t) - 257-й сапёрный батальон - 257-й батальон связи - Подразделения обеспечения дивизии - 10-я танковая дивизия СС «Фрундсберг»: - 1/,2/,3/21-й моторизованный полк СС - 1/,2/,3/22-й моторизованный полк СС - 1/,2/10-й танковый полк СС (26 Mk IV, 33 Mk V) - Mk V Panther — 60/10/4/25 - Mk IV — */0/0/3429 - 1/,2/,3/,4/10-й танковый артиллерийский полк СС - 105mm lFH — 37/37/0/0 - 150mm sFH — 18/18/0/0 - 100mm K18 — 4/8/0/0 - 10-й разведывательный батальон СС (5 рот) - 10-й противотанковый дивизион СС (33 Pzjg IV & Pzjg V) Heavy PAK — 28/6/2/? - 10-й зенитный дивизион СС - 10-й сапёрный батальон СС (3 роты) - 10-й танковый батальон связи СС (2 роты) - Подразделения обеспечения дивизии | - 6-я горнопехотная дивизия СС «Норд»: (18,236/0/0/0) - 1/,2/,3/6-й горнопехотный полк СС - 1/,2/,3/7-й горнопехотный полк СС - Мотострелковый батальон СС - 1/,2/,3(mot)/,4(hv)/Горноартиллерийский полк СС - Разведывательный батальон СС «Норд» - Инженерный батальон СС «Норд» - Батальон связи СС «Норд» - Противотанковый дивизион СС «Норд» - Подразделения обеспечения дивизии - 11-я танковая дивизия: - 1/,2/110-й моторизованный полк - 1/,2/111-й моторизованный полк - 11-й танковый разведывательный батальон - 1/,2/15-й танковый полк (39 Mk IV, 56 Mk V) - Mk V Panther — 56/56/43/10 - Mk IV — 56/39/10/17 - 1/,2/,3/119-й танковый артиллерийский полк - 105mm lFH — 19/12/12/6 - 150mm sFH — 8/7/6/0 - 100mm K18 — 4/4/2/0 - Wespe — 6/7/4/3 - Hummel — 6/4/2/2 - 277-й армейский зенитный дивизион - 90-й противотанковый дивизион (19 Pzjg IV) - StuG — 21/19/7/9 - Heavy PAK — 13/23/9/0 - 209-й танковый инженерный батальон - 89-й танковый батальон связи - Подразделения обеспечения дивизии |

- II истребительный корпус: генерал-майор D. Peltz
  - 3-я истребительная авиационная дивизия: генерал-майор Grabmann
    - Истребительная авиационная эскадра 1 (3 группы)(Me-109 & FW-190)
    - Истребительная авиационная эскадра 3 (3 группы)
    - Истребительная авиационная эскадра 6 (3 группы)
    - Истребительная авиационная эскадра 26 (3 группы)(Me-109 & FW-190)
    - Истребительная авиационная эскадра 27 (4 gruppen)(Me-109 & FW-190)
    - Истребительная авиационная эскадра 77 (3 группы)(Me-109)
    - IV/Истребительная авиационная эскадра 54 (1 gruppe)

  - Истребительный абшнит «Средний Рейн»: полковник Trübenbach
    - Истребительная авиационная эскадра 2 (3 группы)(Me-109 & FW-190)
    - Истребительная авиационная эскадра 4 (3 группы)(Me-109 & FW-190)
    - Истребительная авиационная эскадра 11 (3 группы)(Me-109 & FW-190)
    - Истребительная авиационная эскадра 53 (3 группы)(Me-109)
    - IV/Истребительная авиационная эскадра 54 (1 gruppe)
    - Эскадра непосредственной поддержки войск 4 (3 группы)(FW-190)

  - 3-я авиационная дивизия:
    - Боевая группа 51 (Me-262) (Kampfgruppe 51)
    - Боевая группа 66 (Ju-188 & Do-217)
    - Боевая группа 76 (Ar-234)
    - Ночная авиационная эскадра 1 (Ju-87)
    - Ночная авиационная эскадра 2 (Ju-87)
    - Ночная авиационная эскадра 20 (FW-190)
    - Ночная истребительная авиационная эскадра 2 (Ju-88)
- III зенитный корпус: генерал-лейтенант W. Pickert

Прибыли 17 декабря:
- Парашютный батальон Фон дер Гайдте (Von der Heydte)
- 669-й батальон Ost
- 276-я народная пехотная дивизия:
  - 1/,2/986-й пехотный полк
  - 1/,2/987-й пехотный полк
  - 1/,2/988-й пехотный полк
  - 1/,2/,3/,4/276-й артиллерийский полк
    - 105mm lFH 18/40 (on 14 Dec) — 12
    - 12 75mm FK 16 (on 14 Dec) — 12
    - 150mm sFH 18 (on 14 Dec) — 18
    - 2 152mm KH 433 (r) (on 14 Dec) — 2

  - 1276-я рота штурмовых орудий (4 Jp 38t)
  - 276-й сапёрный батальон
  - 276-й батальон связи
  - Подразделения обеспечения дивизии

Прибыли 18 декабря:
- II танковый корпус СС: обергруппенфюрер СС W. Bittrich
  - 410-й народный артиллерийский корпус
  - 502-й тяжёлый артиллерийский дивизион СС
  - Бригада сопровождения фюрера: полковник O. Remer31
    - 1-й моторизованный батальон
    - 2-й моторизованный батальон
    - 200-й дивизион штурмовых орудий (28 StuG) (Sturmgeschütz-Abteilung 200 (Feld))
    - Разведывательная рота
    - Артиллерийский дивизион (3 батареи)
    - 828-й пехотный батальон
    - 673-й зенитный полк
    - 928-й велосипедный батальон

  - 9-я танковая дивизия СС «Гогенштауфен»: оберфюрер СС S.Stalder
    - 1/,2/9-й танковый полк СС (32 Mk VI, 49 Mk V)
      - Mk V Panther — 60/35/35/?
      - Mk IV — 30/39/39/?

    - 1/,2/,3/19-й моторизованный полк СС
    - 1/,2/,3/20-й моторизованный полк СС
    - 1/,2/,3/,4/9-й артиллерийский полк СС
      - 105mm lFH — 0/24/0/0 (on 14 Dec — 24)
      - 150mm sFH — 0/14/0/0 (on 14 Dec — 14)
      - 100mm K18 — 0/6/0/0 (on 14 Dec — 0)
      - (150mm Hummel on 14 Dec — 6)

    - 9-й противотанковый дивизион СС (28 StuG) StuG — 28/49/49/?
    - 9-й инженерный батальон СС
    - 9-й зенитный дивизион СС
    - 9-й батальон связи СС
    - 519-й тяжёлый противотанковый дивизион (20 Pzjg IV) (Heavy PAK — 28/25/25/0)
    - 502-й миномётный дивизион СС

  - 3-я моторизованная дивизия: генерал-майор W.Denkert (10,381/6,172/4,653)
    - 1/,2/,3/8-й моторизованный полк
    - 1/,2/,3/29-й моторизованный полк
    - 103-й танковый батальон (25 StuG) (StuG — 68/69/57/0)
    - 1/,2/,3/3-й танковый артиллерийский полк
      - 105mm lFH — 37/36/0/0
      - 150mm sFH — 12/9/0/3
      - 100mm K18 — 4/4/0/0

    - 103-й разведывательный батальон
    - 3-й противотанковый дивизион (25 Pzjg IV) Heavy PAK — 19/9/6/10
    - 3-й инженерный батальон
    - 3-й батальон связи
    - 312-й армейский зенитный дивизион

Прочее в составе 2-го ТК СС:
- - 1129-й пехотный полк (560-я народная пехотная дивизия)
  - 1560-я батарея штурмовых орудий (560-я народная пехотная дивизия) (12 Jpz 38t)

Прибыли 19 декабря:
- Моторизованная бригада «Фюрер»: полковник H.J.Kahler34
  - 1/,2/,3/Моторизованный полк
  - 1/,2/Танковый полк (11 Mk IV & 37 Mk V tanks)
  - 911-й дивизион штурмовых орудий (34 StuG) (Sturmgeschütz-Abteilung 911)
  - Артиллерийский дивизион (3 батареи)
  - Противотанковая рота (10 Marder III)
- 2-я танковая дивизия СС «Рейх» (бригадефюрер СС H. Lammerding)
  - 1/,2/2-й танковый полк СС (28 Mk IV, 58 MK V)
    - Mk V Panther — 60/58/58/?
    - Mk IV — 30/28/28/?

  - 1/,2/,3/3-й моторизованный полк СС «Deutschland»
  - 1/,2/,3/4-й моторизованный полк СС «Der Führer»
  - 1/,2/,3/,4/2-й артиллерийский полк СС
    - 105mm lFH 18/40- 0/26/0/0 (on 14 Dec — 26)
    - 150mm sFH 18 — 0/22/0/0 (on 14 Dec — 22)
    - 100mm K18 — 0/5/0/0 (on 14 Dec — 5)

  - 2-й разведывательный батальон СС «Рейх»
  - 2-й противотанковый дивизион СС «Рейх» (20 Pzjg IV) Heavy PAK — 28/18/18/10)
  - 2-й инженерный батальон СС «Рейх»
  - 2-й зенитный дивизион СС «Рейх» (4 батареи)
  - 2-й дивизион штурмовых орудий СС «Рейх» (28 StuG) StuG — 28/48/48/0
  - 2-й батальон связи СС «Рейх»
  - 508-й миномётный дивизион СС
- 246-я народная пехотная дивизия: полковник P. Koerte
  - 1/,2/352-й народный пехотный полк
  - 1/,2/404-й народный пехотный полк
  - 1/,2/689-й народный пехотный полк
  - 1/,2/,3/,4/246-й артиллерийский полк
    - 75mm PAK 40 (on 14 Dec) — 5
    - 76.2mm (r) (on 14 Dec) — 7
    - 105mm lFH 18/40 (on 14 Dec) — 9
    - 150mm sFH 18 (on 14 Dec) — 9
    - 122mm sFH 396(r) (on 14 Dec) — 5

  - 246-й стрелковый батальон
  - 246-й противотанковый дивизион
  - 246-й инженерный батальон
  - 246-й батальон связиli

Прибыли 20 декабря:
- Штаб LXXIV армейского корпуса
- 506-й тяжёлый танковый батальон

Прибыли 21 декабря:
- 79-я народная пехотная дивизия: полковник A.Weber
  - 1/,2/208-й народный пехотный полк
  - 1/,2/212-й народный пехотный полк
  - 1/,2/226-й народный пехотный полк
  - 1/,2/,3/,4/179-й артиллерийский полк
  - 179-й противотанковый дивизион
  - 179-й стрелковый батальон
  - 179-й инженерный батальон
  - 179-й батальон связи

Прибыли 22 декабря:
- 9-я танковая дивизия: генерал-майор H. von Elverfeldt
  - 1/33-й танковый полк
    - MK V & StuG — 68/15/11/0

  - 1/,2/10-й моторизованный полк
  - 1/,2/11-й моторизованный полк
  - 1/,2/,3/102-й артиллерийский полк
    - 105mm lFH — 37/37/0/0
    - 150mm sFH — 12/12/0/0
    - 100mm K18 — 4/4/0/0

  - 9-й разведывательный батальон
  - 50-й противотанковый дивизион (Heavy PAK — 19/16/12/8)
  - 86-й инженерный батальон
  - 86-й батальон связи
  - 287-й тяжёлый зенитный дивизион
  - 301-й FKL тяжёлый танковый батальон (Tiger I Tanks)
- 15-я моторизованная дивизия:
  - 1/,2/,3/104-й моторизованный полк
  - 1/,2/,3/115-й моторизованный полк
  - 115-й танковый разведывательный батальон
  - 115-й танковый батальон (Mk V & StuG 68/15/11/0)
  - 1/,2/,3/33-й танковый артиллерийский полк
    - 105mm lFH — 37/37/0/0
    - 150mm sFH — 12/12/0/0
    - 100mm K18 — 4/4/0/0

  - 315-й зенитный дивизион
  - 33-й противотанковый дивизион Heavy PAK — 19/16/12/8
  - 33-й инженерный батальон
  - 33-й батальон связи
  - Подразделения обеспечения дивизии
- 403-й моторизованный народный артиллерийский корпус:
  - 1-й батальон (RSO): 3 (tmot) батареи (6 105mm leFH)
  - 2-й батальон (RSO): 3 (tmot) батареи (6 88mm PAK 43)
  - 3-й батальон (RSO): 3 (tmot) батареи (6 105mm leFH)
  - 4-й батальон: 2 (tmot) батареи (6 150 sFH 18)
  - 5-й батальон (RSO): 2 (tmot) батареи (6-122mm sFH 396 (r))
  - 6-й батальон: 2 (tmot) батареи (3 210mm гаубицы), 1 (tmot) батарея (3-170mm Guns)
- 407-й моторизованный народный артиллерийский корпус:
  - 1-й батальон (RSO): 3 (motZ) батареи (6 75mm FK 40)
  - 2-й батальон: 2 (motZ) батареи (6 100mm K 18)
  - 3-й батальон (RSO): 3 (motZ) батареи (6 105mm leFH 18/40)
  - 4-й батальон: 2 (motZ) батареи (6 152mm KH 433(r))
  - 5-й батальон: 2 (motZ) батареи (6 122mm sFH 396(r))
- 409-й моторизованный народный артиллерийский корпус:
  - 1-й батальон (RSO): 3 (tmot) батареи (6 75mm FK 40)
  - 2-й батальон: 2 (tmot) батареи (6 100mm K 18)
  - 3-й батальон (RSO): 3 (tmot) батареи (6 105mm leFH 18/40)
  - 4-й батальон: 2 (tmot) батареи (6 152mm KH 433(r))
  - 5-й батальон: 2 (tmot) батареи (6 122mm sFH 396(r))

Прибыл 23 декабря: 741-й противотанковый дивизион (20 Jpz 38t)

Прибыли 24 декабря:
- XXXIX танковый корпус: генерал-лейтенант K. Decker
  - 167-я народная пехотная дивизия: генерал-лейтенант H.K.Höcker
    - 1/,2/331-й народный пехотный полк
    - 1/,2/339-й народный пехотный полк
    - 1/,2/387-й народный пехотный полк
    - 1/,2/,3/,4/167-й артиллерийский полк
    - 167-й противотанковый дивизион (12 Hetzer Pzjg 38t)41
    - 167-й стрелковый батальон
    - 167-й сапёрный батальон
    - 167-й батальон связи

  - 326-я народная пехотная дивизия: полковник Kaschner
    - 1/,2/751-й пехотный полк
    - 1/,2/752-й пехотный полк
    - 1/,2/753-й пехотный полк
    - 326-я дивизионная стрелковая рота
    - 1/,2/,3/,4/,326-й артиллерийский полк
    - 1326-я батарея штурмовых орудий (12 Jpz 38t)
    - 326-й сапёрный батальон
    - 326-й батальон связи
    - Подразделения обеспечения дивизии

Прибыли 25 декабря:
- 9-я народная пехотная дивизия: полковник W. Kolb
  - 1/,2/36-й народный пехотный полк
  - 1/,2/57-й народный пехотный полк
  - 1/,2/116-й народный пехотный полк
  - 1/,2/,3/,4/9-й артиллерийский полк
  - 9-й противотанковый дивизион (12 Hetzer Pzjg 38t)
  - 9-я стрелковая рота
  - 9-й сапёрный батальон
  - 9-й батальон связи
- 410-й народный артиллерийский корпус:
  - 1-й батальон (RSO): 3 (motZ) батареи (6 75mm FK 40)
  - 2-й батальон: 2 (motZ) батареи (6 100mm K 18)
  - 3-й батальон (RSO): 3 (motZ) батареи (6 105mm leFH 18/40)
  - 4-й батальон: 2 (motZ) батареи (6 152mm KH 433(r))
  - 5-й батальон: 2 (motZ) батареи (6 122mm sFH 396(r))
  - 6-й батальон: 3 (motZ) батареи (3 210mm mörsers)

Прибыли 28 декабря:
- 19-я народная миномётная бригада:
  - 23-й полк тяжёлых реактивных миномётов:
    - 1-й батальон: 3 (mot) батареи (6 210 мм пусковые установки)
    - 2-й батальон: 3 (mot) батареи (6 210 мм пусковые установки)
    - 3-й батальон: такой же как 3-й батальон

  - 24-й полк тяжёлых реактивных миномётов:
    - 1-й батальон: 3 (mot) батареи (6 150 мм пусковые установки)
    - 2-й батальон: 3 (mot) батареи (6 300 мм пусковые установки)
    - 3-й батальон: такой же как 2-й батальон
- 167-я народная пехотная дивизия
  - 1167-я батарея штурмовых орудий (12 Jpz 38t)

Отозвано 28 декабря:
- 150-я танковая бригада СС
- 7-я народная миномётная бригада
- 17-я народная миномётная бригада
- 410-й народный артиллерийский корпус
- 653-й тяжёлый противотанковый дивизион
- 394-й дивизион штурмовых орудий (Sturmgeschütz-Abteilung 394)
- 667-й дивизион штурмовых орудий (Sturmgeschütz-Abteilung 667)

Прибыли 29 декабря:
- 340-я народная пехотная дивизия: полковник T.Tolsdorff43
  - 1/,2/694-й народный пехотный полк
  - 1/,2/695-й народный пехотный полк
  - 1/,2/696-й народный пехотный полк
  - 1/,2/,3/,4/340-й артиллерийский полк
  - 340-й противотанковый дивизион
  - 340-й стрелковый батальон
  - 340-й сапёрный батальон
  - 340-й батальон связи

Прибыли 1 января:
- Штаб корпуса Фельбера: генерал-лейтенант Фельбер. Будет командовать: 183-я народная пехотная дивизия

Отозвано 4 января: Штаб XXXIX танкового корпуса 

Отозвано 5 января: 19-я народная миномётная бригада

### 1945 год
Январь 1945 года
- штаб группы армий «Б»
- 605-й полк связи группы армий «Б»
- 7-я полевая армия — командующий генерал пехоты Эрих Бранденбургер
- 15-я полевая армия — командующий генерал пехоты Густав фон Занген
- 5-я танковая армия — командующий генерал танковых войск Хассо фон Мантойфель

## Командующие группой армий
- генерал-полковник Федор фон Бок (12.10.1939-19.07.1940)
- генерал-фельдмаршал Федор фон Бок (20.07.1940-21.06.1941)
- генерал-фельдмаршал Федор фон Бок (09.07.1942-15.07.1942)
- генерал-полковник Максимилиан фон Вейхс (16.07.1942-31.01.1943)
- генерал-фельдмаршал Максимилиан фон Вейхс (01.02.1943-14.07.1943)
- генерал-фельдмаршал Эрвин Роммель (15.07.1943-19.07.1944)
- генерал-фельдмаршал Ханс Гюнтер фон Клюге (20.07.1944-17.08.1944)
- генерал-фельдмаршал Вальтер Модель (17.08.1944-17.04.1945)